# Коді Роудс
Коді Гарретт Раннелс Роудс (англ. Cody Garrett Runnels Rhodes; нар. 30 червня 1985 року) — американський професійний реслер. Виступає в промоутерській компанії реслінгу WWE у складі ростеру бренду SmackDown у статусі чинного чемпіона WWE. Коді є сином легендарного реслера «Американської мрії» Дасті Роудса (Дасті Раннелс) та зведений брат Дастіна Раннелса, відомого як Голдаст. 
В WWE Коді є 8-разовим командним чемпіоном (3 рази командний чемпіон світу старого зразка, 4 рази командний чемпіон WWE/RAW і один раз командний чемпіон SmackDown), дворазовим Інтерконтинентальним Чемпіоном WWE, дворазовим чемпіоном WWE й першим і інавгураційним чемпіоном Crown Jewel.

## Кар'єра в реслінгу

### Ohio Valley Wrestling(2006—2007)
Використовуючи своє справжнє ім'я, Раннелс почав кар'єру реслера в Ohio Valley Wrestling у червні 2006 року. Він сформував команду спільно з Шоном Спірсом у середині серпня 2006 року. Зразу ж, їх команда вплуталися в конфлікт з діючими командними чемпіонами OVW «недоторканними», у яких успішно виграли титули 18 жовтня. У листопаді 2006 року, Раннелс і Спірс успішно відстояли свої титули, до того ж, перевівши на свій бік менеджера Кару Дрю, відому під ім'ям Черрі. Вона супроводжували їх на всіх матчах і часто в них втручалася. 29 листопада титул командних чемпіонів став знову вакантним, після того, як матч проти "Недоторканних" закінчився в нічию. Втім, на цьому їх протистояння не закінчилося, оскільки попереду їх чекав матч-реванш.
Наступного тижня відбувся матч-реванш за титул чемпіонів у командній бою, який Спірс і Раннелс програли через втручання Черрі, перебігти назад до «Недоторканних». Два тижні потому, 20 грудня Раннелс і Спірс взяли участь у вуличному бою проти команди італьянців «Deuce'n Domino» за все ж ті титули Командних Чемпіонів, після перемоги в якому Раннелс і Спірс стали дворазовими чемпіонами. Після цього в даній команді почалися розбіжності. Спірс почав заздрити тому, що Раннелс робить непогану сольну кар'єру. Коді переміг Пола Берчіля, ставши новим чемпіоном у важкій вазі за версією OVW, проте програв матч-реванш, що відбувся на наступний день. У цей час Спірс виграє титул телевізійного чемпіона OVW. 11 квітня 2007 команда втратила свої титули Командних Чемпіонів, програвши Джастіну ЛаРоучу і Чарльзу Евансу. Між Раннелсом і Спірс починається справжнє суперництво, в результаті якого Коді 6 липня відбирає у Шона титул телевізійного чемпіона, але через тиждень титул повертається до Спірса.

### World Wrestling Entertainment

#### Дебют; команда з Хардкором Холлі (2007—2008)

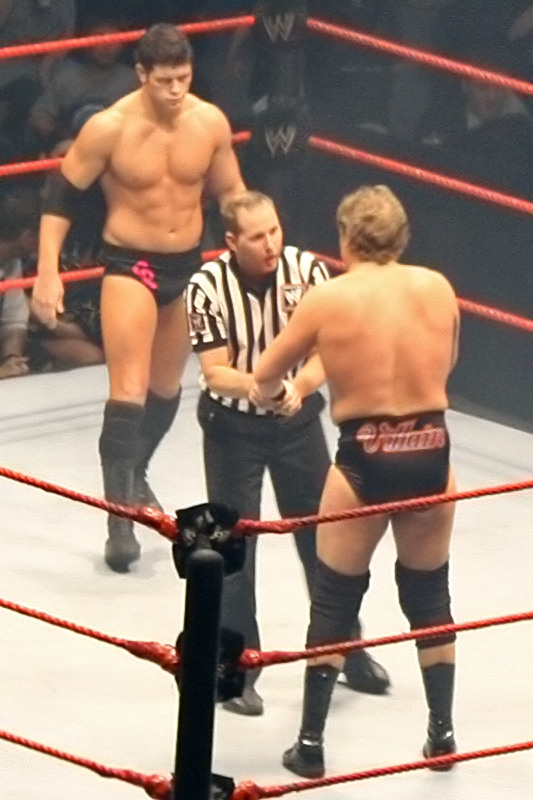
Коді Роудс в матчі проти Вільяма Рігала, наприкінці 2007 року

Його дебют в WWE відбувся на RAW від 2 липня 2007 року під іменем Коді Роудс. Він втрутився в конфлікт, між його батьком — Дасті Роудсом і Ренді Ортоном. Ортон вдарив Коді, на що той відповів, що на наступнім RAW, між ними відбудеться матч. Через тиждень Коді програв Ренді Ортону. Ще через тиждень відбувся матч-реванш між цими двома, але Роудсу, на жаль, знову не пощастило.
Через місяць Коді почав ворожнечу з Хардкором Холлі. Між ними відбулося три матчі і всі виграв Холлі. Попри це, Холлі сказав, що з Коді може вийти непоганий реслер і запропонував йому об'єднатися в команду, на що той погодився. Як команда, вони добились немалого успіху, але виграти Командне золото їм не вдавалося. На випуску RAW від 19 листопада Коді випадково утримав Холлі на лопатках, після нападу на Роудса Ренді Ортона. Коді впав на Холлі, що й було прийнято за утримання. На RAW, від 10 грудня, Коді разом з Хардкором Холлі перемогли Командних Чемпіонів Світу — Ленса Кейда и Тревора Мердока і стали новими чемпіонами. Для Коді цей титул став першим в WWE. Через тиждень, на RAW, вони зберегли свої титули в матчі-реванші проти Кейда и Мердока, після чого довго тримали титули в себе.

#### Спадщина; Ворожнеча з D-Generation X і Сім'єю МакМехонів; розпад угрупування (2008—2010)
Через півроку, на PPV Night of Champions 2008, Роудс і Холлі захищали свої титули в нерівному матчі проти Теда Дібіасі молодшого. Коді зрадив Хардкора Холлі і таким чином він з Тедом Дібіасі стали новими Командними Чемпіонами Світу. Через місяць, на RAW від 4 серпня Роудс и Дібіасі програли свої титули Джону Сіні і Батісті. Але вже через тиждень, Роудс і Дібіасі, скориставшись правом на матч-реванш, повернули собі титули. Протримавши титули півтора місяці, Роудс і Дібіасі програли свої титули СМ Панку і Кофі Кінгстону.
Після програшу титулів, почалася нова сюжетна лінія. Ману запропонував вступити в угрупування, яка складається тільки з потомственних реслерів. Ця ідея сильно не сподобалася Ренді Ортону, внаслідок чого він починає переслідувати реслерів, а на RAW від 3 листопада ще й сильно травмував Дібіасі.

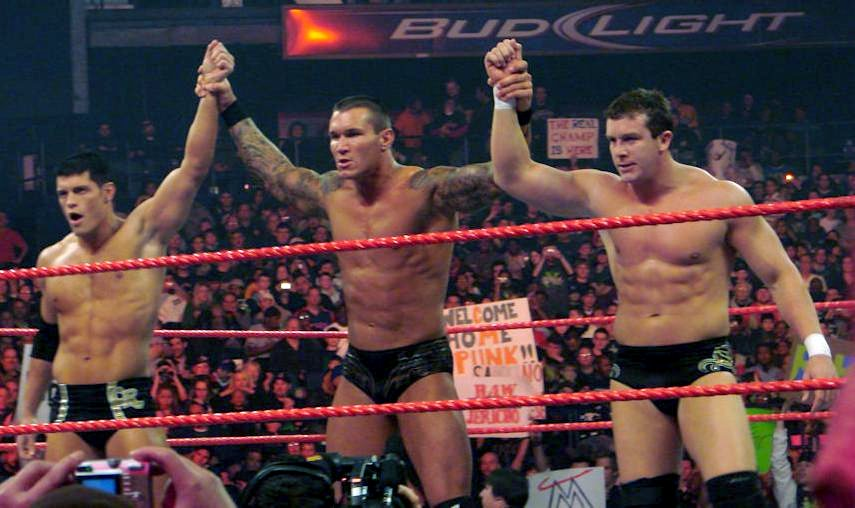
Спадщина (Коді Роудс, Тед Дібіасі і Ренді Ортон)

На PPV Survivor Series (2008), Коді Роудса і Ренді Ортона поставили в одну команду, яка внаслідок і перемогла. Після цього Роудс і Ортон, разом з Ману заснували угрупування, яке й назвали «Спадщина» (англ. The Legacy). Дебют «Спадщини» відбувся в Гандикап матч 3 на 2, між Спадщиною проти Тріпл Ейча і Батісти. Ортон вирішив зробити провірку своїм колегам, внаслідок чого Ману покидає угрупування, а його місце займає Тед Дібіасі, який тільки нещодавно повернувся.
На Royal Rumble (2009), всі три участника Спадщини брали участь в Королівській битві. В четвірці фіналістів залишились Роудс, Ортон, Дібіасі і Тріпл Ейч. Останньому вдалося знищити Роудса і Дібіасі, але ззаду на нього напав Ренді і знищив його. Пізніше, у Спадщини починається ворожнеча з Сім'єю Макмехонів, який виливається в командний матч три на три, між Спадщиною проти Тріпл Ейча, Батісти і Шейна Макмехона за титул Чемпіона WWE. Якщо виграє Спадщина, Ренді Ортон стане новим чемпіоном. Цей матч виграли хіли і Ортон став новим чемпіоном. Пісця цього вони стали нападати на Тріпл Ейча, внаслідок чого той відродив D-Generation X. Ворожнеча цих угрупувань призвела до їх матчу на SummerSlam 2009, який виграли DX. Після цього ці угрупування зустрічалися на Breakink Point, де перемогла уже Спадщина. Вирішальний матч між ними відбувся на Hell in a Cell, по однойменним правилам. На початку матча Роудс і Дібіасі викинули Трілл Ейча з клітки і почали лупцювати Майклза. Тріпл Ейч, після кількох невдалих спроб, взяв кусачки і відкрив клітку, тим самим врятувавши Майклза. DX забрали собі ініціативу і змогли перемогти.
На Royal Rumble (2010), Коді Роудс завадив перемогти Ренді Ортону, тим самим розпочавши з ним ворожнечу. Незабаром, до них приєднюється Тед Дібіасі, що призводить до призначення трьохсторонного матчу на головному святі року — Wrestlemania XXVI. Спочатку, Роудс і Дібіасі разом атакували Ортона, однак, потім вони почали сперечатися, хто має зробити утримання Ортону. Сам Ренді цим скористався і вирубив цих двох, чого йому й вистачало для перемоги.

#### Dashing; Undashing; Ворожнеча з Реєм Містеріо (2010—2011)

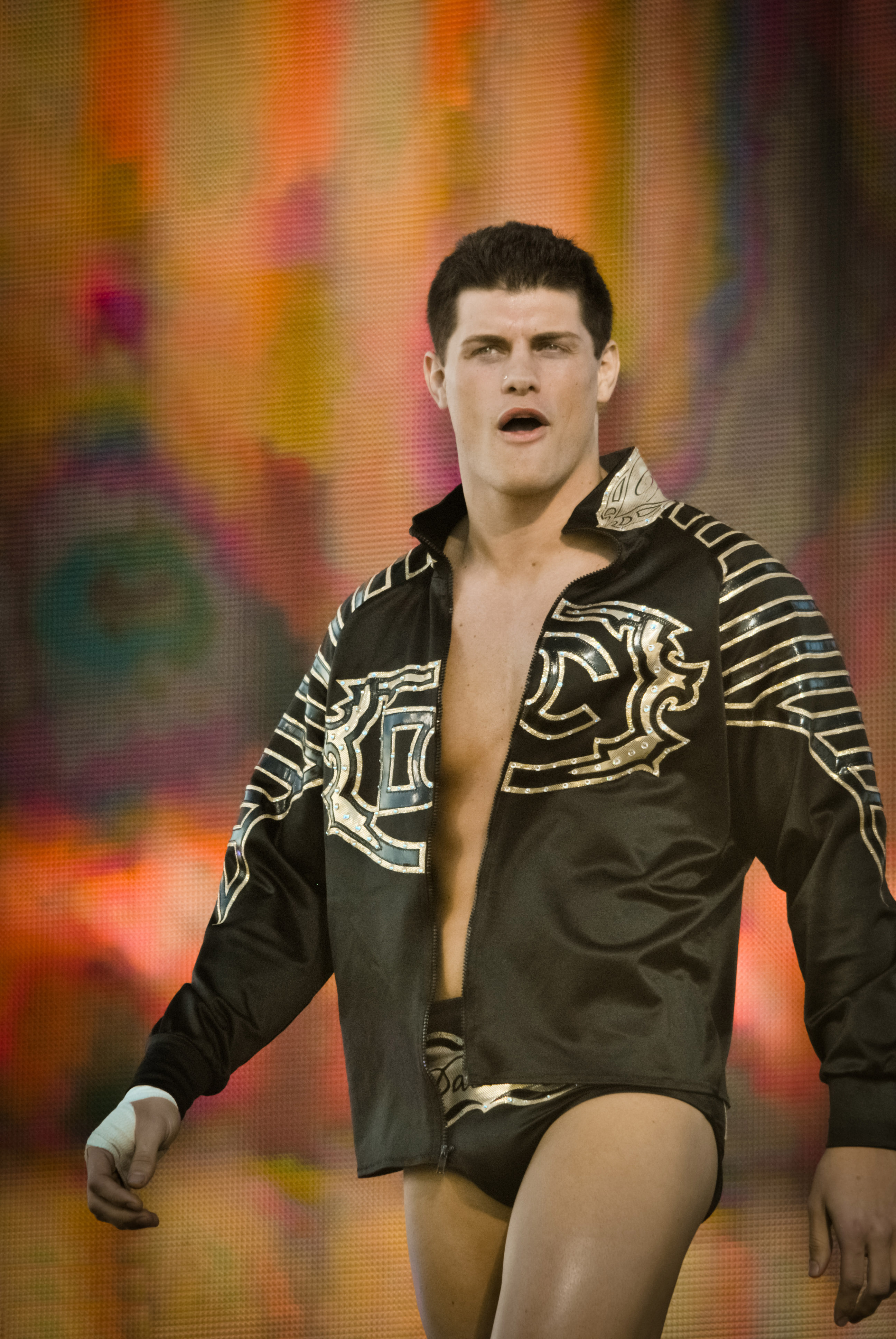
«Dashing» Коді Роудс на Tribute to the Troops 2010, в грудні 2010 року

В квітні, в результаті драфту, Роудс був переведений на SmackDown. Там він взяв собі образ красеня, який є схибленим на своїй красі, а особливо на лиці. Він почав носити з собою дзеркало і багато дивитися в нього, внаслідок чого він дістав прізвисько Dashing (англ. Екстравагантний). Коді, навіть в інтернет виложував відео-уроки, як правильно доглядати за своїм лицем.
18 липня, на Money in the Bank (2010), Коді брав участь в Битві з драбинами Зірви Банк від SmackDown, але перемогти йому не вдалось. Майже через два місяці, Роудс сформував команду з Дрю Макінтайром. На Night of Champions (2009), Роудс і Макінтайр брали участь в чотирьохсторонньому командному матчі на вибування за титули Командних Чемпіонів WWE. Також, в матчі узяли участь Династія Харт (Тайсон Кід і Девід Харт Сміт), Брати Усо (Джиммі і Джей), Владімір Козлов з Сантіно Мареллою і Еван Борн з Марком Генрі. Цей матч виграли Роудс і Макінтайр і стали новими Командними Чемпіонами WWE.
Через місяць, на Bragging Rights (2010), Роудс і Макінтайр програли свої титули двом членам Нексуса — Джону Сіні і Девіду Отонзі. Через деякий час, вони зазнали поразки від Кофі Кінгстона і Біг Шоу, після чого їх команда розпалася. На Survivor Series, Роудс брав участь в командному поєдинку п'ять на п'ять на вибування, між командами Альберто Дель Ріо і Рея Містеріо. Роудс був знищений, після КО Панча від Біг Шоу.
21 січня 2011 року, під час матчу Роудса проти Рея Містеріо, Коді зазнав травми обличчя, після 619 від Містеріо. Внаслідок цього, Роудс не зміг узяти участь в Королівській битві (2011). Пізніше, Роудс повернувся з протекторною маскою на обличчі. Коді став набагато жорстокішим, ніж він був до травми. Між Роудсом і Містеріо почалася ворожнеча, яка привела до їхнього матчу на Реслманії XXVII. Цей матч виграв Роудс, після удару Містеріо наколінником. Однак на Extreme Rules (2011) відбувся матч-реванш між ними за правилами Falls Count Anywhere (Утримання зараховуються де завгодно), який виграв вже Містеріо.
Після цього Роудс став ще жорстокішим. Він трохи змінив свою музикальну тему «Smoke and Mirror», а також на арену він став виходити зі статистами, які несли в руках паперові пакети і роздавали їх глядачам. Роудс казав, щоб люди одягли на голову пакети для того, щоб сховати свою потворність.

#### Інтерконтинентальний Чемпіон (2011—2012)

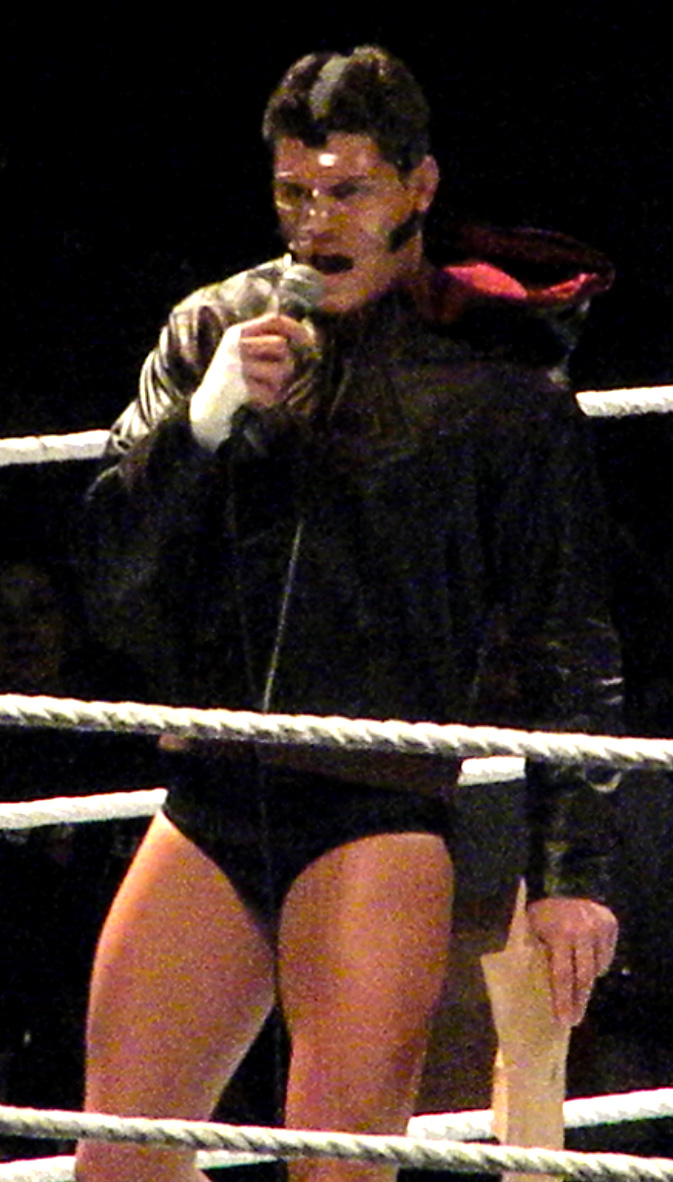
Коді Роудс у своїй захисній масці із паперовим пакетом в руках, в червні 2011 року

Коді Роудс відновив союз із Тедом ДіБіасі 20 травня на арені SmackDown. Вони разом продовжили ворожнечу із Сін Карою і Деніелом Брайаном. Коді брав участь у змаганні з драбинами на арені Money in the Bank, але не зміг перемогти того вечора.
9 серпня на арені SmackDown Коді Роудс із допомогою Теда ДіБіасі переміг Ізекіля Джексона і став новим Інтерконтинентальним Чемпіоном. Після бою Коді надягнув на голову Джексона паперовий пакет. Роудс переміг у матчі-реванші і зберіг титул. Після цього він разом із ДіБіасі почав конфліктувати з Ренді Ортоном. Тед ДіБіасі програв Ортону, а після матчу на нього напав Роудс. Це призвело до їх матчу на супершоу Night of Champions (2011) за Інтерконтинентальний титул, перемогу в якому здобув Коді.
Згодом Роудс знову почав ворожнечу з Ренді Ортоном. 9 вересня Роудс програв Ренді. Коді не здався і через чотири дні, за допомогою Марка Генрі, травмував Ортона. 23 вересня Роудс переміг Ренді по дискваліфікації, після того, як Ортон зірвав з обличчя Коді його захисну маску. Після цього, Коді захистив свій титул в Роял-матчі 10 реслерів, а також проти Шеймуса, який був дискваліфікований, після нападу на нього Крістіана. 2 жовтня, на Hell in a Cell, Роудс презентував всім глядачам новий дизайн свого Інтерконтинентального титулу, точніше старий, який носили такі легенди, як Шон Майклз, Ріккі Стімбот, Брет Харт, Ренді Севидж, Стів Остін і інші. Також, на цьому шоу, Роудс успішно зберіг свій титул від Джона Моррісона. Після PPV, Роудс продовжив ворожнечу з Ренді Ортоном. На Vengeance (2011) Роудс програв Ортону в матчі без титулу на кону. На наступному SmackDown, Ортон поламав захисну маску Роудса в матчі «Вулична Бійка». На цьому ворожнеча між ними і закінчилася. 14 листопада, на RAW, Роудс показав своє обличчя без маски. На цьому ж випуску, Коді, разом з Уніко перемогли Сін Кару і Кофі Кінгстона. На Survivor Series (2011) Роудс брав участь в традиційному командному матчі п'ять на п'ять на вибування, між командами Вейда Баррета і Ренді Ортона, в команді Вейда. Під час матчу, Роудсу вдалось знищити Мейсона Раяна. В фіналі матчу залишилися Вейд Баррет і Коді Роудс проти Ортона. Ортон провів Роудсу RKO, в цей час як Барретт проводить Ренді Wasteland, в результаті чого команда Баррета перемагає — «виживають» Барретт і Роудс.
На SmackDown повинен був відбутися матч, між Роудсом проти Букера Ті, через сварку на RAW (Коді хлюпнув в обличчя Букеру воду зі склянки), але Роудс напав на Букера, коли той давав інтерв'ю і травмував його. Після цього Букер Ті отримав від генерального менеждера SmackDown — Теодора Лонга бій за титул Інтерконтинентального чемпіона на Tables, Ladders & Chairs (2011), де Коді успішно захистив титул. Пізніше 6 січня 2012 у Коді відбувся матч — реванш з Букер Ті за титул Інтерконтинентального чемпіона, в якому знову здобув перемогу Коді Роудс. На Royal Rumble (2012) брав участь у Королевської битві, вийшовши під № 4. Прекрасно взаємодіяв з Мізом. На двох вони вибили близько 10 осіб (третина учасників битви) . Викинувши максимальну кількість опонентів, Коді став найрезультативнішим учасником цього матчу. Коді вилетів 25-м, разом з Мізом, від рук Біг Шоу (який вийшов останнім, 30-м), протримавшись 42 хвилини (більше лише Міз — 45 хвилин).
Після PPV у Коді була ворожнеча з Джастіном Гебріелом, після того як Джастін напав на Роудса біля рингу, перед боєм Коді з Хорнсвогглом, намагаючись захистити карлика від побиття. На одному із випусків, який проходив у Лас-Вегасі, Коді отримав право від Тедді Лонга вибрати собі суперника і Роудс вибрав Хорнсвоггла. Відразу після нападу Джастін кинув виклик Коді, який той із задоволенням прийняв, змінивши своє рішення. У бою переміг Коді Роудс, тим самим зберігши свій титул. Перед Elimination Chamber (2012) став виступати в парі з британцем Уейдом Барреттом, з яким непогано спрацювався в боях проти пар Великий Калі — Ренді Ортон і Біг Шоу — Великий Калі. Чудово виступив на Elimination Chamber (2012), хоч і вилетів з клітки третім, але залишив приємне враження, знову порадувавши відмінною командною роботою з Уейдом Барретом, в ході якої вони спільно вибили основного фаворита — Біг Шоу . Відразу після вильоту Біг Шоу з поєдинку, Коді, в безглуздій ситуації, був утриманий Сантіно Мареллою.

#### Ворожнеча з Біг Шоу (2012)

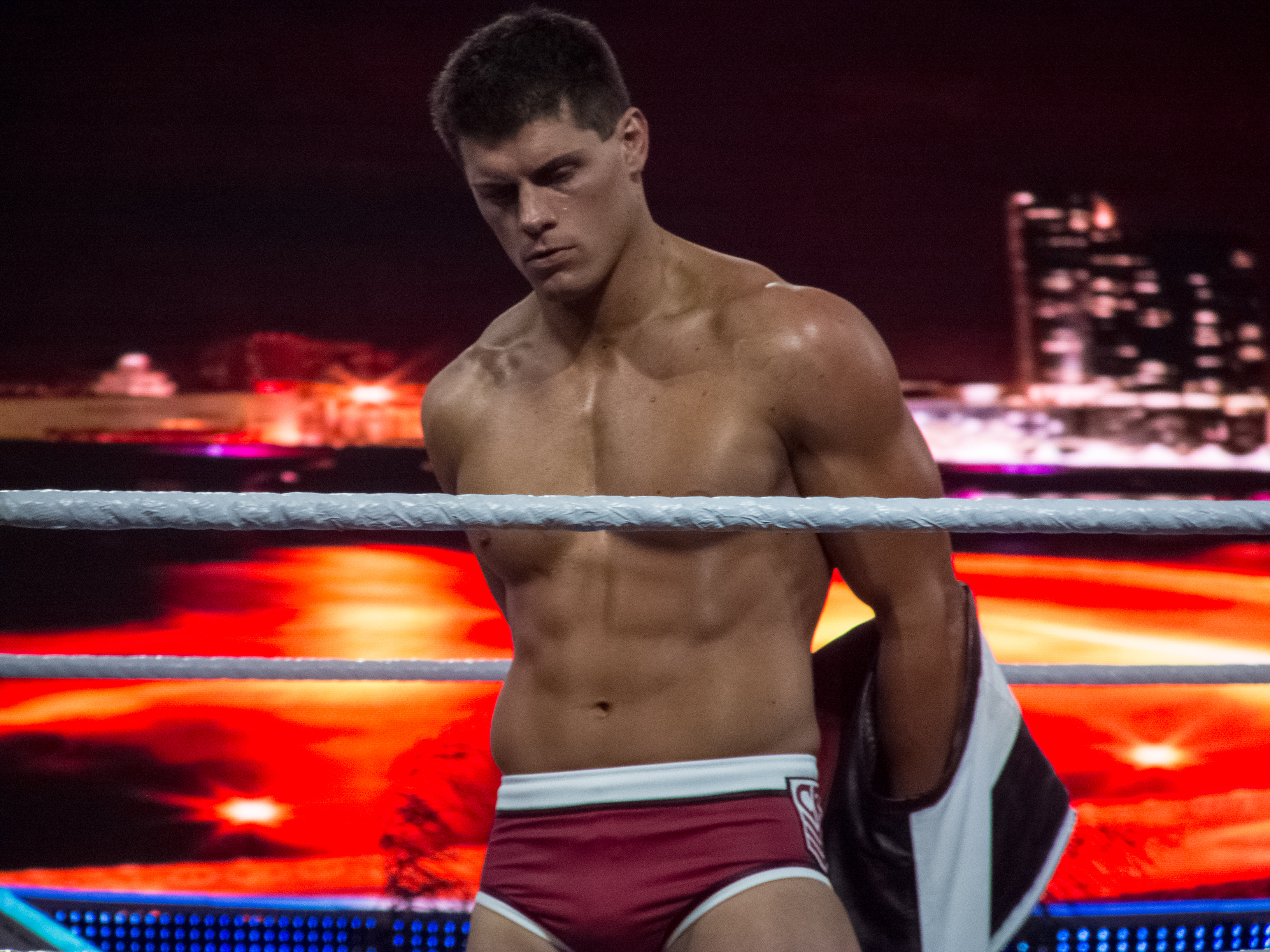
Коді Роудс на Реслманії XXVIII

Наступного дня, на RAW, Коді брав участь в Королівській битві десяти реслерів, що програли на Elimination Chamber за право бути претендентом № 1 на титул чемпіона WWE. Цей матч він програв, вилетівши від рук Біг Шоу передостаннім. Вже через хвилину після вильоту, допоміг Крісу Джеріко перемогти в цій самій битві, стягнувши за руку з рингу Біг Шоу і, таким чином, забезпечивши собі ворожнечу з ним. На наступних випусках RAW і SmackDown, Коді показува відеоролики про поразки Біг Шоу на Реслманія, оскільки Біг Шоу є одним з найбільш невдачливих реслерів на головних святах реслінгу у році, маючи одну перемогу і сім поразок. На SmackDown від 2 березня, генеральний менеджер SmackDown, Тедді Лонг, оголосив, що Коді Роудс битиметься проти Біг Шоу на Реслманії XXVIII. Під час бою Біг Шоу проти Кейна, на RAW від 19 березня, Коді знову показав серію роликів про невдачі Біг Шоу на Реслманіях і тим самим допоміг Кейну перемогти. Після перемоги, Кейн віддалився з рингу, а Роудс, знущально прикувавши свого ворога наручниками до канатів, побив його боксерськими рукавичками. На РеслМанії XXVIII Коді втратив свій титул Інтерконтинентального чемпіона, який утримував протягом восьми місяців. Коді Роудс був інтерконтинентальним чемпіоном 236 днів, більше, ніж Шон Майклз (202 дні) і Ренді Ортон (210 днів). Його тайтл-рейн є 9-м за тривалістю в історії WWE.
Після Реслманії Роудс продовжив ворожнечу з Біг Шоу. На Extreme Rules (2012), Коді таки зміг повернути собі Інтерконтинентальний титул через випадкову помилку Біг Шоу (у матчі зі столами, Гігант, не без допомоги Коді, наступив на стіл, зламавши його і тим самим програвши). На одному з випусків RAW, у Коді відбувся матч-реванш за Інтерконтинентальне чемпіонство проти Біг Шоу. Коді не позбавився свого титулу, оскільки програв за відліком, а за відліком або дискваліфікації титул не передається переможцю.
На Over the Limit (2012) відбулася королівська битва, переможець якої мав право битися за титул Чемпіона Сполучених Штатів або Інтерконтинентального чемпіона. В цій битві переміг Крістіан, який несподівано повернувся в WWE. Незважаючи на те, що спочатку Крістіан вибрав бій з Чемпіоном Сполучених Штатів Сантіно Мареллою, згодом він змінив своє рішення і викликав на бій Роудса. Крістіан зміг виграти титул, після свого коронного Killswitch, ставши новим Інтерконтинентальним чемпіоном. Після цього, якийсь час Коді тримався в тіні, спостерігаючи за боями Крістіана і говорячи про те, що найближчим часом він поверне собі титул в матчі-реванші. Цей матч відбувся на No Way Out (2012). Незважаючи на те, що у цьому бою Коді продемонстрував весь свої професіоналізм, відбити титул не вийшло.
Після цього, Коді, разом з Девідом Отонгою брав участь у кваліфікаційному матчі на Money in the Bank (2012), але вони програли Крістіану і Сантіно Мареллі. Але на SuperSmackDown The Great American Bash Коді отримав від ради директорів другий шанс, який і реалізував, перемігши Крістіана в бою один на один. Але на Money in the Bank в матчі з драбинами Зірви Банк, Коді перемогти не зміг. А перемогу в цьому матчі здобув Дольф Зіглер. Після PPV, Коді частіше з'являвся на шоу Superstars, ніж в SmackDown, до того ж, новий генеральний менеджер синього бренду Букер Ті був явно не в захваті від Роудса, враховуючи минулі конфлікти. В цей же час, Роудс починає ворожнечу з Сін Карою, який привів до неодноразових поразок Роудса. Через незрозуміле бажання Коді зняти з нього маску, він постійно припускався помилок і пропускав удари. Також Роудс брав участь в командному бою, разом з Деміеном Сендоу проти Бродуса Клея і того ж Сін Кари, але безуспішно. Як не дивно, але на WWE Superstar у Коді були справи значно краще, де кожен його бій завершувався його перемогою. За тиждень до Night of Champions (2012) у Коді змагався проти Рея Містерія. Наприкінці бою вибіг Міз і відволік Рея, завдяки чому Роудс провів переможний Cross Rhodes Містеріо. Однак варто було Мізу вийти на ринг, як Роудс провів Cross Rhodes і йому. На наступному випуску SmackDown, Коді заявив, що має право на матч за Інтерконтинентальне чемпіонство, після чого Букер Ті призначив поєдинок «Фатальна четвірка» на Night of Champions (2012), в якому участь візьмуть Міз, Коді Роудс, Рей Містеріо і Сін Кара. Уже на самому PPV, наприкінці матчу Роудс спробував провести свій фінішер Сін Карі, але через безглузду випадковість отримав Skull Crushing Finale від Міза, який після цього утримав Роудса на лопатках і відстояв свій титул.

#### Rhodes Scholars (2012—2013)
На Night of Champions (2012) Кейн і Деніел Брайан стають новими Командними чемпіонами WWE і Коді звертає увагу на даний факт: він об'єднується з Деміеном Сендоу, з яким він вже раніше виступав в команді. На RAW від 24 вересня вони нападають на діючих командних чемпіонів, і заявляють про те, що тепер вони — єдина команда під назвою Team Rhodes Scholars (укр. Степендіати Роудсів), і збираються стати наступними командними чемпіонами. На SmackDown Букер Ті вирішив влаштувати турнір за право матчу проти чемпіонів у командній бою, і Team Rhodes Scholars беруть у ньому участь. У чверть-фіналі вони швидко перемагають Братів Усо, проходячи далі. У півфіналі турніру їх чекала команда Сантіно Марелли і Зака Райдера, над якою вони також здобувають перемогу. 8 жовтня 2012 на RAW визначилися фіналісти на претендентство № 1 на командні титули. Таким чином, у фіналі Team Rhodes Scholars зустрінеться з командою Рея Містерія і Сін Кари. Крім цього, у звичайних матчах дана команда здобула ще 2 перемоги — над командою Прімо і Епіко і над командою Джастіна Гебріела і Тайсона Кідда.

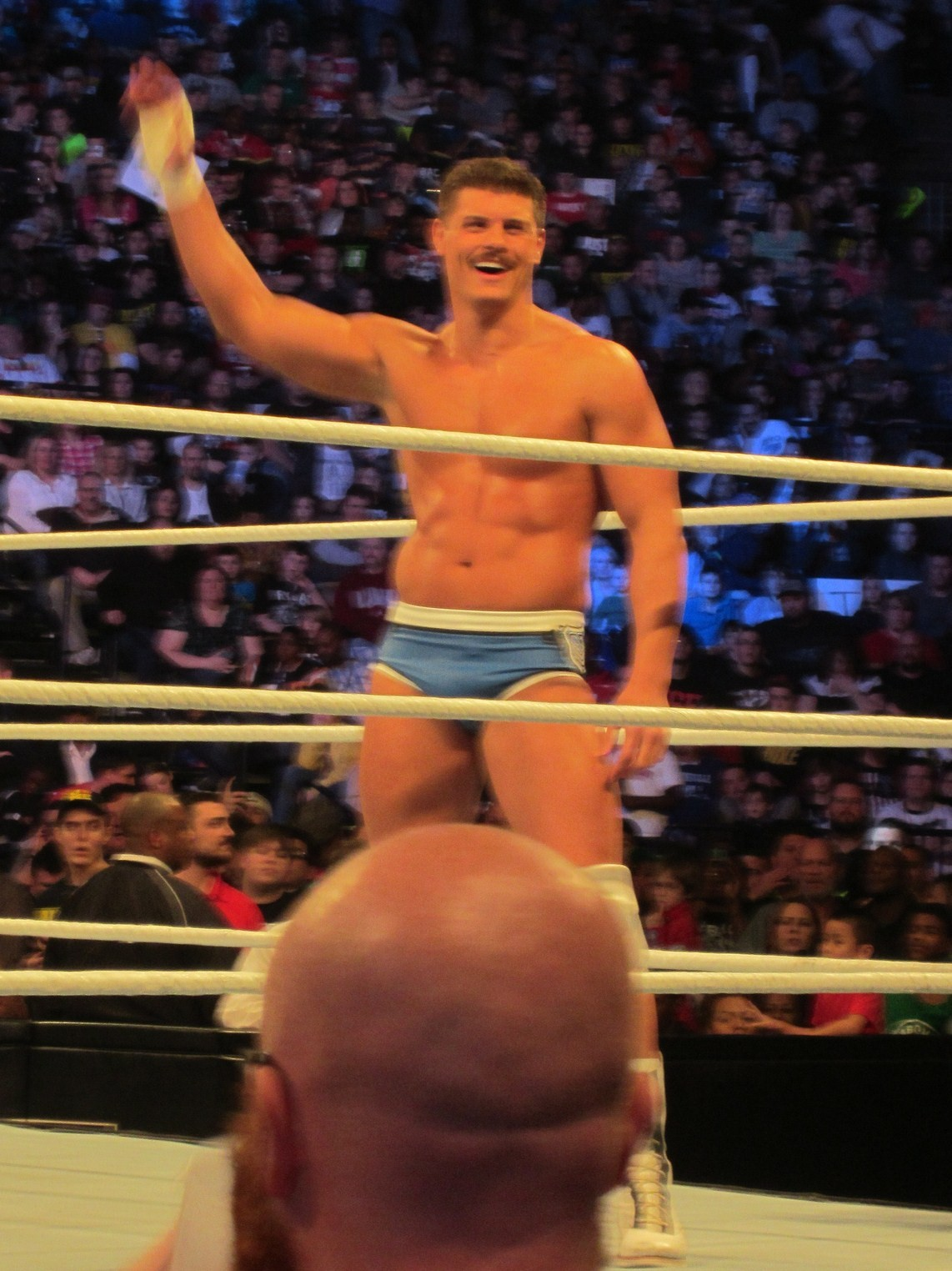
Коді Роудс в лютому 2013 року

На останньому, перед Hell in a Cell (2012), епізоді RAW, 22 жовтня, відбувся фінал турніру, в якому команда Team Rhodes Scholars перемогла команду Рея Містерія і Сін Кари, в результаті чого на Hell in a Cell відбувся їх бій за титули чемпіонів у командних змаганнях, проти команди Hell No (Кейн і Деніел Брайан). За пару днів до цього на SmackDown відбулися окремі бої членів команд, в яких Коді Роудс програв матч Кейну, а Деміен Сендоу, не без допомоги Коді, здобуває перемогу над Деніелом Брайаном. На Hell in a Cell (2012), в процесі матчу між Степендіатами Роудсів і Командною «В Біса Ні», у Кейна почався конфлікт зі своїм товаришем по команді, в результаті чого він почав бити Роудса і Сендоу, незважаючи на зауваження судді. У підсумку, команду Hell No дискваліфікували і Team Rhodes Scholars здобули перемогу. Однак за правилами, команда не може позбутися свого титулу в результаті дискваліфікації, тому пояси залишилися у Hell No.
На одному з шоу Main Event, Team Rhodes Scholars провели матч проти HellNo, В якому вони програли. Під час цього матчу, Коді отримав травму в результаті невдалого маневру від Кейна. У зв'язку з даною ситуацією, на Survivor Series (2012), Роудс був замінений Девідом Отонгою. Після повернення на ринг він з'явився з вусами, що стало причиною скандування фанатами «Вуса Коді». На TLC: Tables, Ladders & Chairs (2012), у матчі зі столами, Team Rhodes Scholars здолала команду Рея Містерія і Сін Кари і тим самим, Степендіати Роудсів знову стали претендентами № 1 на пояси Командних Чемпіонів. Втім, скористатися своїм шансом їм, знову-таки, не вдалося. Однак, на першому RAW в 2013 році у них відбувся черговий бій з командою Hell No, який завершився перемогою Степендіатів. На Smackdown від 11 січня 2013, Team Rhodes Scholars зав'язала конфлікт з Двейном «Скалою» Джонсоном, і заявила, що буде битися за титули командних чемпіонів на Royal Rumble (2013). Після цього Степендіати Роудсів задали Скалі два питання на, які він відповів. Потім питання задав вже сам Скала. «Підніжжя Скали» — відповідь на питання, на яке відповів Деміен Сендоу і Скала зробив йому, як приз за правильну відповідь, «Rock Bottom», а після цього провів ще й Роудсу «Народний Лікоть».
На Royal Rumble (2013) Team Rhodes Scholars змагалися проти команди «В Біса Ні», за їх титули, але не змогла добитися перемоги: Сендоу здався після «ЛеБелл Локу» від Брайана. Однак, цієї ж ночі Роудс і Сендоу брали участь у самій Королівської битві. Коді вийшов під номером 3 і за проведений на рингу час зміг викинути 4 осіб, включаючи свого брата Голдаста. Але згодом, Роудс був знищений Джоном Сіною. 1 лютого, на черговому випуску SmackDown, Коді Роудс і Деміен Сендоу оголосили, що Team Rhodes Scholars перестає існувати, але, незважаючи на це, вони залишаться «найкращими друзями».
На Pre-Show Elimination Chamber (2013) Степендіати Роудсів програли команді «Тони Фанка» (Бродус Клей і Тенсай). На SmackDown від 1 березня, Роудс брав участь у сегменті з Кейтлін, де поговорив з нею про свої вуса. На наступному SmackDown від 8 березня, дивився поєдинок Кейтлін проти Таміни Снуки, в якому остання перемогла. Роудс сказав про свої почуття до Кейтлін своєму колишньому партнерові по команді Rhodes Scholars Демієну Сендоу. Потім, до Коді Роудс і Даміену Сендоу приєдналися Близняшки Белла і вони всі разом почали ворогувати проти Бродуса Клея, Тенсая, Кемерон і Наомі, внаслідок чого був призначений Змішаний командний поєдинок між ними на РеслМанії 29, але він був скасований через брак ефірного часу. Однак поєдинок пройшов на наступному RAW і в цьому матчі перемогу отримали «Монстри Франка» і «Фанкадактельші».
10 травня Коді Роудс програв Кофі Кінгстону. 15 травня на Main Event переміг Джастіна Габріела. 20 травня на RAW переміг Зака Райдера. Після повернення Міза, був призначений поєдинок на Pre-Show Extreme Rules (2013), в якому Міз переміг. На наступному RAW Коді Роудс знову переміг Зака Райдера. Також, на цьому RAW, Роудс в команді з Деміеном Сендоу програли Шеймусу і Ренді Ортону. На наступному SmackDown Коді Роудс програв Крісу Джеріко. На RAW від 3 червня Коді Роудс програв Шеймусу. На шоу Main Event від 5 червня, Коді Роудс в команді з Деміеном Сендоу програли Браттям Усо (Джиммі і Джей). На RAW від 10 червня Коді Роудс програв Мізу, теж саме сталося і 12 червня на шоу Main Event. На наступному RAW після PPV Payback (2013) Коді Роудс разом з Деміеном Сендоу билися в гандикап поєдинку проти Шеймуса 2 на 1 і змогли перемогти, після чого Шеймус провів Брутальний Кік Роудсу. На SmackDown від 21 червня, Коді Роудс програв Шеймусу. На RAW від 24 червня, Роудс в команді з Демієном Сендоу програли Шеймусу і Крістіану. На шоу Main Event від 26 червня, Роудс програв Крісу Джеріко. На RAW від 1 липня Коді Роудс програв Антоніо Сезаро. На Main Event від 10 липня, Коді в команді з Демієном Сендоу і Хітом Слейтером програли Бродуса Клею, Тенсаю і Великому Халі.

#### Фейс-турн; Ворожнеча з Демієном Сендоу (2013)
На PPV Money in the Bank (2013) Коді Роудс бився в матчі з драбинами Зірви Банк за синій чемоданчик від SmackDown, який дає право на поєдинок за титул чемпіона світу у важкій вазі, в буль-якому місці, в будь-який час. Також, в цьому матчі взяли участь партнер Коді по команді — Демієн Сендоу, Уейд Барретт, Антоніо Сезаро, Джек Сваггер, Фанданго і Чемпіон Сполучених Штатів Дін Емброус. Наприкінці матчу Коді залишився один і вже практично зняв кейс, але його скинув його найкращий друг — Демієн Сендоу, його командний партнер, і сам взяв кейс.
На наступному RAW, Коді Роудс напав на Сендоу після його поєдинку, тим самим здійснивши фейс-турн. На наступному SmackDown від 19 липня, Деміен Сендоу запропонував охороняти його чемоданчик Money in the Bank, але Коді це не сподобалося і він знову атакував Сендоу. На RAW від 22 липня, Коді Роудс переміг Фанданго. На наступному випуску SmackDown від 26 липня, Коді вкрав валізку Money in the Bank, після чого кинув її в Мексиканську затоку. Сендоу кинувся за чемоданчиком, але через невміння плавати, Демієн не зміг дістати валізу і вона пішла на дно. На наступному RAW Коді Роудс переміг Уейда Барретта. Після поєдинку вийшов Сендоу і став звинувачувати батьків Коді в тому, як вони погано виховали свого сина. На наступному SmackDown від 2 серпня, Коді Роудс переміг Джека Сваггера. 5 серпня на RAW, після того як Роудс повернув чемоданчик з контрактом Демієну, було оголошено, що на SummerSlam (2013), Роудс проведе бій з Сендоу. На наступному SmackDown від 9 серпня, Коді атакував Сендоу, так як той хотів закешити свій чемоданчик на Чемпіоні Світу в важкій вазі Альберто Дель Ріо. На SummerSlam (2013) Коді Роудс переміг Деміена Сендоу. На наступному RAW Коді Роудс знову переміг Сендоу в матчі-реванші. Через тиждень, на RAW від 26 серпня, Роудс переміг Фанданго, а потім разом з Мізом перемогли Фанданго і Сендоу.

#### Ворожнеча Сім'ї Роудсів з Новою Корпорацією (2013—2015)
На RAW 2 вересня, як покарання за виступ проти авторитарного режиму головного операційного директора Тріпл Ейча, Роудс був змушений покласти свою роботу на «карту», коли він зіткнувся з чемпіоном WWE Ренді Ортоном в матчі; (було також згадано, що Роудс незабаром одружиться) він програв і був належним чином «звільнений». Ця сюжетна лінія була створена для того, щоб дати Роудсу час для його шлюбу і медового місяця до Бренді Рід, більш відомою як Едем. Також повернувся його брат Дастін, більш відомий як Голдаст. Протягом наступних декількох тижнів Голдаст також програв Ортону з відновленням Коді в WWE, а його батько Дасті Роудс був вибитий Big Show, в той час як він благав, щоб його сини отримати роботу назад. У свою чергу, мстиві брати Роудс повернулись на Raw напавши на Щит.

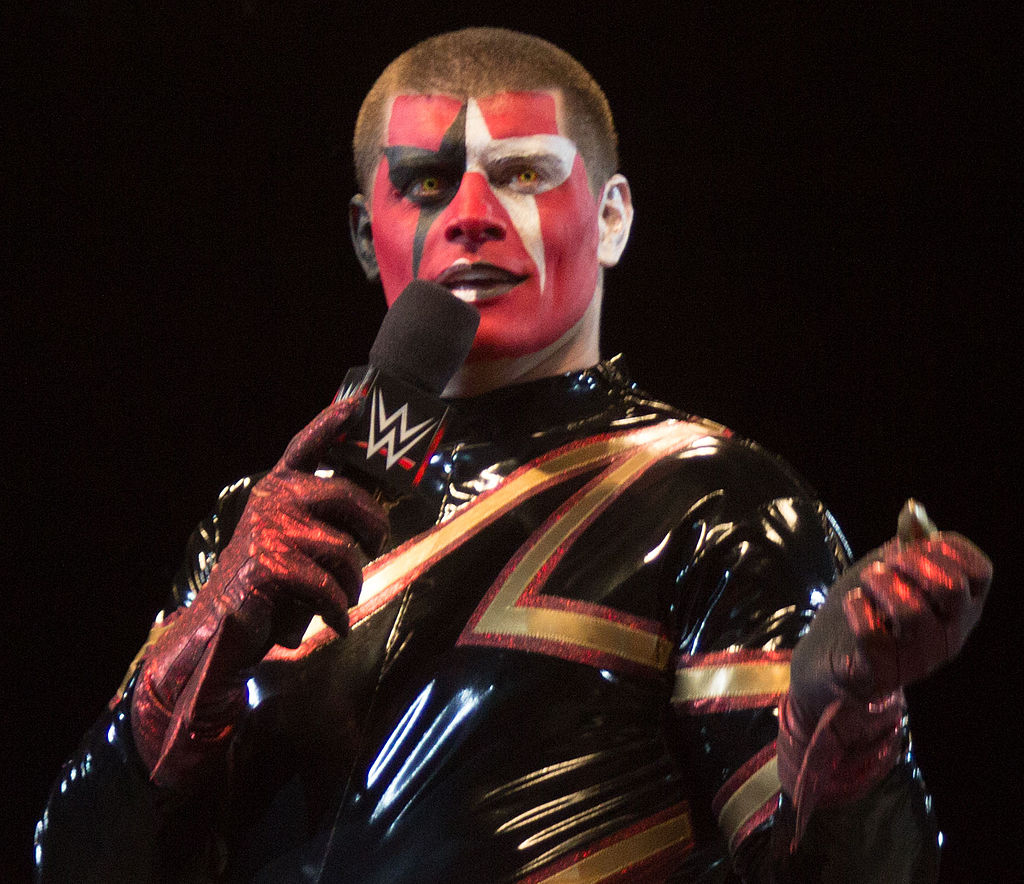
Стардаст в січні 2015 року.

6 жовтня на Battleground, Роудс і Голдаст виграли свої робочі місця, коли вони перемогли Чемпіонів командних змагань WWE, Романа Рейнса і Сета Роллінса в не-титульному матчі. Брати Роудси потім перемогли Рейнса і Роллінса за допомогою Біг Шоу в матчі без дискваліфікацій 14 жовтня на Raw ставши новими командними чемпіонами WWE. 27 жовтня на Hell in a Cell Роудси перемогли Братів Усо, Роллінса і Рейнса у командному поєдинку потрійна загроза. 13 грудня на SmackDown, було оголошено, що Коді Роудс і Голдаст захищатимуть командне чемпіонство проти реальних американців (Джека Свагера і Сезаро), RybAxel (Райбек і Кертіс Аксель) і Біг Шоу з Реєм Містеріо у фатальному чотиристоронньому поєдинку.

#### Стардаст, креативне розчарування, відхід (2014-2016)
На RAW 16 червня Роудс дебютував новий персонаж під назвою Стардаст, з пофарбованим обличчям і манерою подібною до Голдаста. Він об'єднався з братом, щоб перемогти RybAxel тієї ночі, а потім і на Money in the Bank. На ночі чемпіонів Стардаст і Голдаст перемогли Братів Усо і стали новими командними чемпіонами WWE. На Hell in a Cell успішно їх захистили. На Survivor Series вони програли титули Деміену Міздоу і Мізу у фатальному чотирьохсторонньому поєдинку в, якому також брали участь Усо і Лос Матадорес. Програли матч-реванш на RAW наступної ночі.
На початку лютого 2015 року Голдаст і Стардаст зазнали поразки від The Ascension і знову почались напружені відносини зі Стардастом, що демонстрував його розчарування у Голдасті. Після матчу Голдаст назвав Стардаста «Коді», і Стардаст відповів, сказавши Голдасту, що він ніколи більше не буде звертатися до нього таким ім'ям. На Fastline 2015 Стардаст мав матч з Голдастом в, якому переміг останній. Згодом Стардаст атакував Голдаста за лаштунками, сказавши батькові, що вбив Коді Роудса. Ворожнеча офіційно завершилася, коли Стардаст узяв участь у матчі за інтерконтинентальне чемпіонство на WrestleMania 31, змагаючись з тодішнім чемпіоном, Бед Ньюз Барретом, Р-Трусом, Діном Емброусом, Люком Харпером, Дольфом Зігглером та переможцем матчу, Денієлом Брайаном.
Персонаж Стардаста з часом еволюціонував у типового суперзлодія з коміксів, що дозволило йому почати сюжетне протистояння з актором Стівеном Амеллом, перейменувавши свій фінішний прийом у The Queen's Crossbow, на честь Олівера Квіна, персонажа Амелла з серіалу Стріла. На SummerSlam, він і Барретт програли у командному матчі Амеллу і Невіллу. Згодом, він почав співпрацювати з The Ascension, сформувавши угрупування "The Cosmic Wasteland". На Night of Champions, вони здолали Невілла і The Lucha Dragons у командному матчі 3 на 3 на пре-шоу.
З вересня по травень, він працював на телебаченні та PPV у другорядних сюжетних лініях і поразках. На Реслманії 32, Стардаст брав участь у матчі з драбинами на 7 чоловік за Інтерконтинентальне Чемпіонство, яке виграв Зак Райдер. 21 травня 2016 року, Роудс оприлюднив у Твіттері, що він запросив на звільнення з WWE, яке було надано наступного дня. Роудс заявив про розчарування креативним відділом WWE, і його позиція в компанії як причини запиту на звільнення, зауваживши, що він "благав" сценаристів припинити образ Стардаста протягом 6 місяців, і висунув чисельні сюжетні ідеї, які були проігноровані. Роздумуючи про кар'єру Роудса у WWE Дейв Мельтцер, з Wrestling Observer написав, що після забігу у Спадщині, Роудс "використовувався більше як ловер- і мідкард реслер у ряді мінливих ролей", додавши, що "його кар'єра прийшла в нікуди, і його неправильно використовували". Джеймс Кадвелл з Pro Wrestling Torch написав, що Роудс "протягом останнього року чи близько того крутився як персонаж Стардаст, переважно на Superstars чи Main Event" Джейсон Павелл з Pro Wrestling Dot Net прокоментував, що вибір Роудса піти був "дивним, в сенсі, що Коді і його сім'я працювали в WWE стільки часу". В той час, Дейв Шерер з Pro Wrestling Insider написав: "Я не можу сказати, що хоч трохи звинувачую його, навіть не трошки. WWE ніколи не давали йому справжнього шансу, і це для мене сумно". У вересні 2019 року, Роудс розкрив реакцію Виконавчого віце-президента Тріпл Ейча на його відхід з WWE, де Роудс сказав:
Хантер [Тріпл Ейч] прийняв це особисто, тому що він зробив стільки всього для мого батька в NXT. У нас була одна розмова, де він заявив, "Я шокований, що ти так відчуваєш, після вього, що я зробив твоїй сім'ї." Але я сказав йому, "Я не мій батько. Я не можу залишатись тут через відданість тобі через те, що дав моєму батьку роботу у 2005. Я розумію це, і маленький хлопчик в мені справді цінує те, що ти зробив для мого батька. Але я не він. Він не тут більше. Я повинен бути собою" Гадаю Хантер, він достатньо довго у реслінгу, щоб він знав "О, це по справжньому. Він не просить більше грошей. Він не просить титул, Нічого не матиме значення у цей момент." Я дозволив опіку стати надто сильним, перш ніж щось сказати.
Не дивлячись на це, Роудс постійно високо відгукувався про WWE після свого відходу, додавши, що не було образ між ним і компанією, і що будь яку рішення компанії щодо нього, переважно ґрунтується на бізнесі. Це включає редизайн поясу Інтерконтинентального Чемпіонства (чий дизайн 2011-2019 був представлений по сюжету Роудсом) у 2019 приблизно в час запуску AEW, будучи випадковим збігом, а не намагаючись відокремитися від Роудса, так як сам Роудс визнав, що пояс і так збирались редизайнити.

### Незалежні промоушени (2016-2017, 2018)

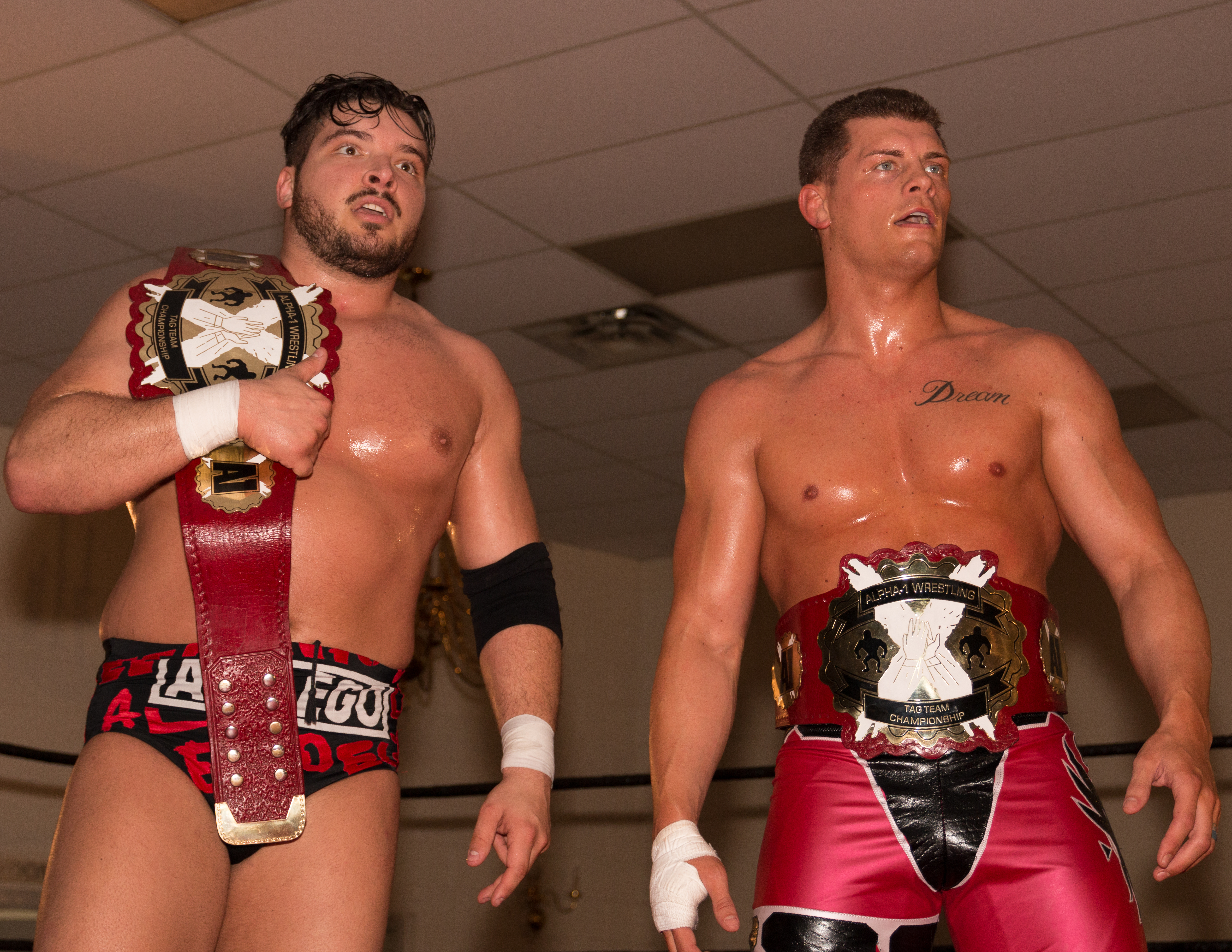
Роудс (праворуч) і Ітан Пейдж як Командні Чемпіони A1 у червні 2017

Після того, як він покинув WWE, Роудс продовжив працювати під своїм справжнім ім'ям на незалежній арені, але часто опускав своє прізвище, аби уникнути конфлікту з WWE. Перший матч Роудса після WWE був у Evolve, в Джоппа, Меріленд, 19 серпня на Evolve 66, здолавши Зака Сейбра Мол. через підкорення. Після матчу, Роудс викликав Дрю Гелловея. Наступного дня, він програв Крісу Хіро
Роудс змагався у промоушені Northeast Wrestling з 25 по 28 серпня. 25 серпня, він здолав Браяна Ентоні в матчі з Ріккі Стімботом у якості запрошеного рефері, у Помона, Нью-Йорк. 26 серпня, Роудс здолав Майка Беннетта у Піттсфілд, Массачусетс (матч був анонсований на 3 червня, і їхні дружини були у кутках рингу). 27 серпня, він здолав Курта Енгла у  Воппінджерс-Фоллс, Нью-Йорк. 28 серпня, Роудс здолав Семі Каллігана у Бангорі, Мен.
6 червня, Pro Wrestling Guerrilla (PWG) анонсували, що Роудс буде змагатися у їх щорічному турнірі Battle of Los Angeles. 3 вересня, Роудс, оголошений як Коді Р, здолав Самі Каллігана у першому матчі турніру. Наступного дня, Роудс вибув щ турніру у чвертьфіналі кінцевим переможцем Марті Скерллом.
26 листопада на WrestleCade Showcase of Champions, Роудс здолав Сонджай Датта за Чемпіонство GFW NEX*GEN. 3 березня 2017 року, Роудс з'явився у Northeast Wrestling (NEW) у Коннектікуті, здолавши Курта Енгла у матчі у сталевій клітці. 18 березня 2017 року, Коді здолав Майка Беннетта за Чемпіонство NEW у важкій вазі. 1 грудня 2017 року, Роудс програв Чемпіонство NEW у важкій вазі Фліпу Гордону у матчі потрійної загрози.
6 жовтня 2016 року, він здійснив дебют у What Culture Pro Wrestling (WCPW) на iPPV Refuse to Lose від ім'ям Коді Роудс, здолавши Доу Вільямса. Наступного дня, 14-го епізоду Loaded,  Роудс неуспішно викликав Джозефа Коннерса за Чемпіонство WCPW. Роудс зустрівся з Курт Енглом на True Legacy у програшному матчі. Після матчу, Роудс кинув виклик Ель Лігеро за WCPW Інтернет Чемпіонство, який Лігеро прийняв. 30 листопада на Delete WCPW, Роудс здолав Ель Лігеро за WCPW Інтернет Чемпіонство, і зберіг своє GFW NEX*GEN Чемпіонство одночасно у матчі титул за титул.
29 квітня 2017 року, на No Regrets, Роудс програв WCPW Інтернет Чемпіонство Габріелю Кідду у матчі потрійної загрози, який також включав Джо Гендрі. Пізніше того ж вечора, Роудс взяв участь у баттл-роялі за Чемпіонство WCPW, але був викинутий Джо Коффі. Наступного дня, Роудс здолав колишнього Чемпіона WCPW Дрю Галловея у фінальному матчі у WCPW.
У травні 2017 року, Дейв Мельтцер припустив, що незалежне реслінг шоу не зможе розпродати квитки на десятитисячній арені у Сполучених Штатах. Роудс, разом з The Young Bucks, кинули виклик ідеї, запланувати шоу з метою зібрати десять тисяч фанатів. У травні 2018 року, було анонсовано, що шоу буде називатися All In, 13 травня 2018 року, квитки на All In були розпродані за 30 хвилин. На поідії 1 вересня, Коді здолав Ніка Алдіса, вигравши Чемпіонство NWA у важкій вазі. Коді програв титул назад Алдісу у матчі два-з-трьох фолів на NWA 70th Anniversary Show 21 жовтня.

### Ring of Honor (2016-2018)

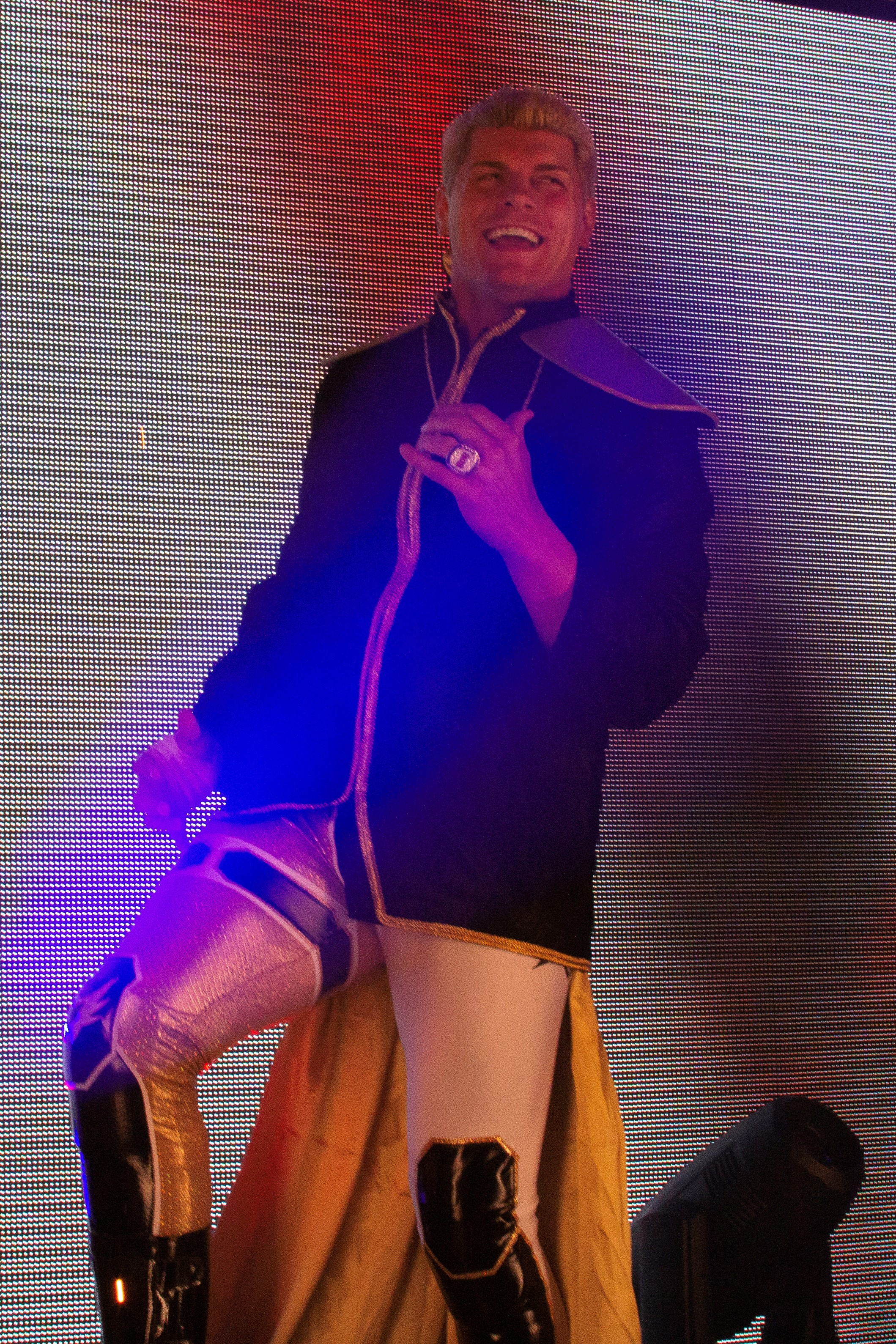
Коді на шоу Ring of Honor у 2018 році

18 червня 2016 року, Роудс анонсував, що він з'явиться у Ring of Honor на Final Battle pay-per-view 2 грудня. ROH зробили офіційний анонс наступного дня. На події, Роудс, який був представлений просто як Коді, здолав Джея Летала після удару поміж ніг, потім продовживши атакувати Летала, старшого рефері Тодда Сінклера, насміхався з фанатів ROH, і штовхнув коментатора Стіва Коріно. 18 січня, на випуску Ring of Honor Wrestling, Коді здолав Коріно. На події Supercard of Honor XI 1 квітня, Коді програв Джею Леталу в матчі з Техаським бичим канатом. Пізніше того ж вечора, він атакував колишнього Чемпіона Світу ROH Крістофера Деніелса. 12 травня на War of the Worlds, Коді неуспішно викликав Крістофера Деніелса за Чемпіонство Світу ROH у трьохсторонньому матчі, який також включав Джея Летала. 23 червня на Best in the World, Коді здолав Деніелса, ставши новим Чемпіоном Світу ROH, ознаменувавши своє перше чемпіонство світу в кар'єрі. Коді також став першим членом сім'ї Роудс, хто взяв чемпіонство світу за останні 31 рік. Коді та Дасті є другими у комбінації батько-син, хто виграв головне чемпіонство світу у Сполучених Штатах після Фрітца і Керрі Фон Еріха.
23 вересня, було підтверджено, що Коді підписав багаторічний контракт з ROH. 15 грудня на Final Battle, Коді, тепер з освітленим волоссям, програв Чемпіонство світу ROH Далтону Каслу. 21 липня 2018 року, він і його напарники по Bullet Club The Young Bucks здолали The Kingdom, вигравши Командне Чемпіонство Світу на 6 чоловік ROH, ознаменувавши свій перший рейн. Коді та The Bucks програли титули на Survival of the Fittest The Kingdom 4 листопада після 106-денного рейну і двух успішних титульних захистів. Коді зустрівся з Джеєи Леталом за Чемпіонство Світу ROH на Final Battle, але він програв матч. Наступного дня, Коді покинув ROH.

### Total Nonstop Action Wrestling/Impact Wrestling (2016-2017)
Очікувалося, що Роудс працюватиме на подіях Total Nonstop Action Wrestling (TNA), в той час, як працюватиме з ROH, обидві угоди були неексклюзивними. 22 вересня, TNA підтвердило Роудса, під ім'ям Коді, дебютує у промоушені 2 жовтня на Bound of Glory. На Bound of Glory, Коді, разом з дружиною Бренді Роудс, здійснив свій дебют у якості фейса, атакувавши Майка Беннетта і його дружину Марію, розпочавши протистояння між парами. 6 жовтня на випуску Impact Wrestling, Коді зачитав промо, де він виставив компанію на посміховисько, і сказав, що має матч за Чемпіонство Світу TNA у важкій вазі, але Беннетт і Марія перервали, і сегмент закінчився бійкою. На випуску Impact Wrestling від 13 жовтня, Коді здійснив свій дебют на рингу, здолавши Беннетта. На випуску Impact Wrestling від 20 жовтня, Коді кинув виклик Едді Едвардсу за Чемпіонство Світу Impact у важкій вазі, але програв матч. На випуску Impact Wrestling від 27 жовтня, Коді та Бренді здолали Беннетт і Марію. Після матчу, Коді був атакований Лешлі, і це було зроблено, аби списати його з телебачення.
Коді повернувся 23 лютого 2017 року, на випуску Impact Wrestling, викликавши Муса, подякувавши йому за допомогу його дружині Бренді під час того, як він був відсутній. Дізнавшись про те, що Бренді має телефон Муса, Коді атакував його, ставши хілом. 30 березня на випуску Impact Wrestling, Коді неуспішно зустрівся з мусом за Гранд Чемпіонство Impact. Незабаром, контракт Роудса з промоушеном закінчився.

### New Japan Pro-Wrestling (2016-2019)
10 грудня 2016 року, Роудс, оголошений як "Американське Жахіття" Коді, з'явився у New Japan Pro-Wrestling (NJPW), на фіналах World Tag League у відео нарізках, анонсувавши себе як нового учасника Bullet Club. 4 січня 2017 року, Коді здолав Джуса Робінсона у своєму дебютному матчі на Wrestle Kingdom 11 у Токіо Доум. Коді повернувся у NJPW у лютому сумісного шоу NJPW і ROH Honor Rising: Japan 2017. Після перемоги над Майклом Елгіном на Dominion 6.11 in Osaka-jo Hall 11 червня, Коді викликав Кадзучіку Окаду на  матч за Чемпіонство IWGP у важкій вазі. Матч пройшов 1 липня на G1 Special in USA, де Окада переміг. Під час фіналу G1 Climax 27 12 серпня, Коді й напарник по Bullet Club Хангман Пейдж безуспішно кинули виклик War Machine (Гансон і Реймонд Роув) за Командне Чемпіонство IWGP.
Коді зустрівся з Кота Ібуші на Wrestle Kingdom 12 4 січня 2018 року, у програшному матчі. На The New Beginning in Sapporo, він атакував Кенні Омегу з допомогою Пейджа, зрештою будучи зупиненим Ібуші. Це призвело до матчу на G1 Special in San Francisco 7 липня, де Коді безуспішно кинув виклик Омезі за Чемпіонство IWGP у важкій вазі. Після матчу, коли "BC Firing Squad" у складі Кінга Хаку, Танга Лоа, і Тама Тонги атакували Омегу і решту Bullet Club, Коді відмовився допомагати нападникам, і прийняв членство у Bullet Club у підсумку. На Fighting Spirit Unleashed, Коді здолав Робінсона, вигравши Чемпіонство Сполучених Штатів IWGP у важкій вазі, вигравши своє перше чемпіонство в NJPW. Коді знову не зміг здолати Омегу за Чемпіонство у трьохсторонньому матчі, який також включав Кота Ібуші на King of Pro Wrestling 8 жовтня. 24 жовтня, Коді анонсував, що він більше не є частиною Bullet Club, і що він продовжить бути у команді з Омегою, Янг Бакс, Хангманом Пейджем, і Марті Скерлом як Еліта. На Wrestle Kingdom 13, 4 січня 2019 року, Коді програв Чемпіонство Сполучених Штатів у важкій вазі назад Робінсону. 7 лютого, його профіль було видалено з сайту NJPW.

### All Elite Wrestling (2019-2022)

#### Створення AEW і ранні сюжетні лінії (2018-2020)
У листопаді 2018 року, декілька товарних знаків було зареєстровано у Джексонвіллі, Флориді, які означали запуск нового реслінг промоушену. 1 січня 2019 року, All Elite Wrestling (AEW) , було запущено під час конференції у Джексонвіллі, а Коді розкрив те, що він, Метт і Нік Джексони з Янг Бакс, і Кенні Омега будуть виконувати роль Ексклюзивних Віце-президентів, одночасно будучи реслерами на екрані. І Коді, І Янг Бакс підписали контракти з промоушеном на 5 років. На їх першій події, Double or Nothing, Коді здолав Дастіна Роудса у визнаному всім матчі; він згодом отримав звання "Матч Року" від Pro Wrestling Illustrated. 29 червня на Fyter Fest, Коді змагався з Дарбі Алліном у нічйному матчі через вичерпання лімітованого часу. Після матчу, Роудс був атакований Шоном Спірсом, і вдарив стільцем так сильно, що у Роудса сильно полилася кров з задньої частини голови. Хоча Роудс не отримав струс мозку, він знадобилося накласти 12 швів. Дії Спірса засудив Ем Джей Ефом, самопроголошеним другом Коді. Ем Джей Еф згодом буде стояти у кутку рингу Коді в його матчах.

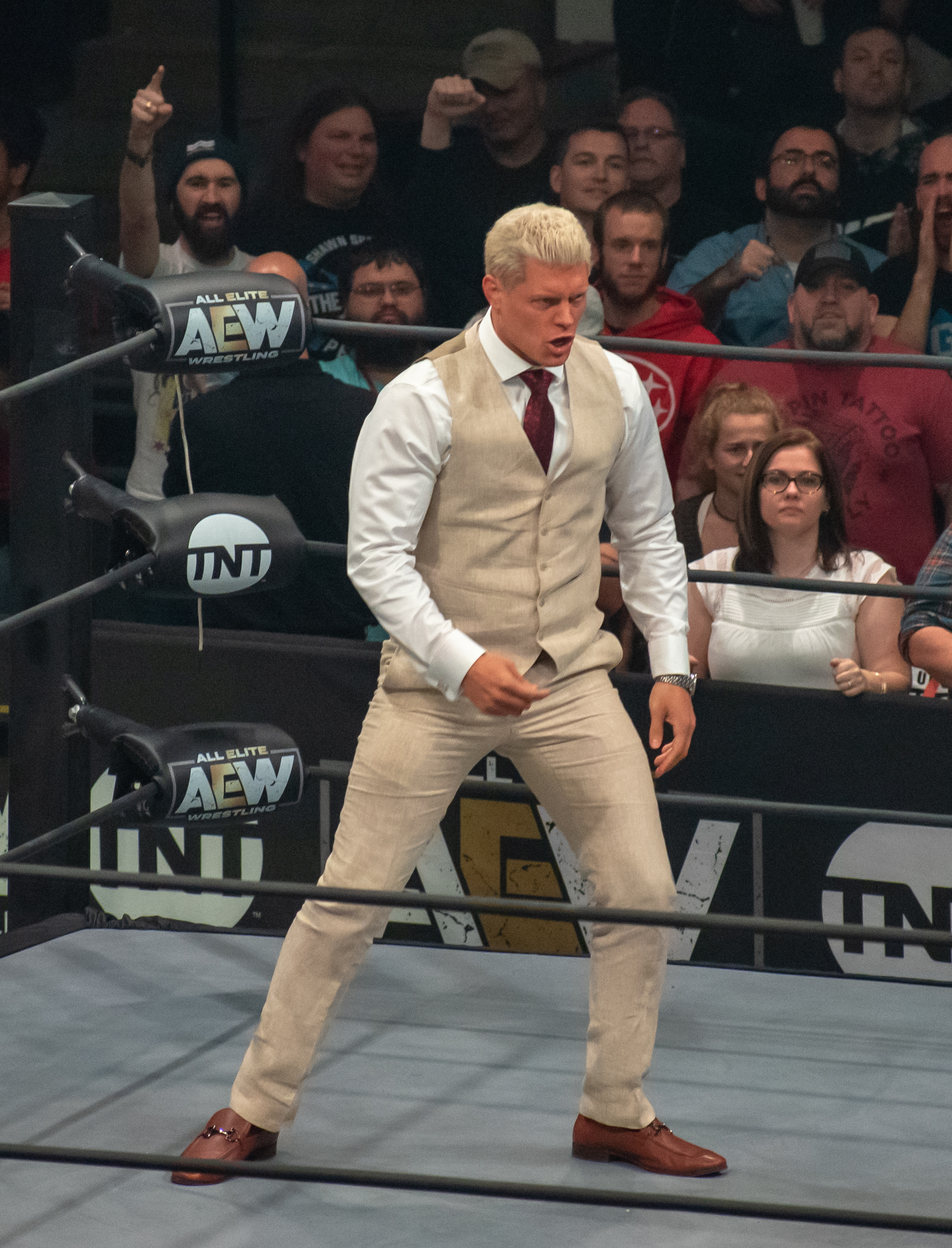
Роудс у Жовтні 2019

На All Out 31 серпня, Коді вийшов переможцем у матчі зі Спірсом. Завдяки цій перемозі, Коді покращив свій рекорд перемоги-поразки-нічия в одиночних матчах до 2-0-1, що дозволило дати йому матч за Чемпіонство Світу AEW проти Кріса Джеріко на PPV Full Gear. На прем'єрному випуску Dynamite 2 жовтня Коді та Янг Бакс були побиті Крісом Джеріко, Семмі Геварою, Джейком Хагером, Сантаною і Ортізом, призвівши до створення The Inner Circle, аби протистояти Еліті. 6 листопада на випуску Dynamite, Коді анонсував, що якщо він програє на Full Gear, він ніколи не буде змагатися за Чемпіонство Світу AEW. На Full Gear 9 листопада, Коді не зміг виграти чемпіонство у Джеріко після того, як Ем Джей Еф кинув рушник на ринг. Після матчу, Ем Джей Еф зрадив Коді, вдаривши його ногою в пах.
протягом наступних місяців, Коді намагався забезпечити матч з Ем Джей Ефом, на який Ем Джей Еф погодиться у випадку, якщо Коді виконає три умови: він не може торкатися Ем Джей Ефа до матчу, він має перемогти охоронця Ем Джей Ефа Вордлоу у матчі в сталевій клітці, і що він має отримати 10 ударів поясом по спині. Після прийняття ударів поясом, Коді здолав Вордлоу в матчі в сталевій клітці на випуску Dynamite від 19 лютого 2020 року. призначивши матч на PPV Revolution. Коді програв Ем Джей Ефу на Revolution 29 лютого.

#### Чемпіонство TNT і відхід (2020-2022)
30 березня, AEW анонсували новий титул, Чемпіонство AEW TNT; Коді був анонсований як учасник турніру на вибування серед восьми чоловік, за звання першого чемпіона. Коді здолав Шона Спірса і Дарбі Алліна, аби дістатися фіналу турніру, де зустрівся з Ленсом Арчером, який також дістався фіналу. На Double or Nothing 23 травня, Коді здолав Арчера, ставши інавгураційним чемпіоном TNT; Майк Тайсон після матчу вручив Коді пояс. Протягом наступних тижнів, Коді успішно захистив чемпіонство проти Джангл Боя, Марка Квіна, Рікі Старкса, Джейка Хагера, Сонні Кісс, Едді Кінгстона, Воргорса, і Скорпіо Ская. Коді програв чемпіонство Броді Лі 22 серпня на випуску Dynamite, закінчивши рейн у 82 дні (91 день за версією AEW через те, що шоу було у записі). Згодом, було повідомлено, що Коді на деякий час візьме відпустку.
Коді повернувся 23 вересня на випуску Dynamite, атакувавши Броді Лі, та членів його угрупування, Темного Ордену. Коді здолає Броді Лі та виграє Чемпіонство TNT у матчі з Собачими ошийниками, 7 жовтня на Dynamite, почавши свій другий рейн цього титулу, також ознаменувавши останній матч Лі перед його смерттю у грудні того ж року. 7 листопада, Коді, тепер знову під повним ім'ям Коді Роудс, через відміну WWE своїх прав на ім'я (у врегулюванні, в результаті якого Коді відмовився від претензій на назви кількох подій WCW), програв Чемпіонство TNT Дарбі Алліну на Full Gear.
Після програшу Чемпіонства TNT, Роудс розпочне протистояння з відомим баскетболістом Шакілом О'Нілом. 3 березня 2021 року, на випуску Dynamite, Роудс у команді з Red Velvet програв О'Нілу і його напарниці Джейд Каргіл у змішаному командному матчі. На Revolution 7 березня, Роудс змагався у матчі з драбинами "Обличчя Революції" за можливість у майбутньому позмагатися за Чемпіонство TNT, але матч виграв Скорпіо Скай.
31 березня на випуску Dynamite, Роудс розпочав протистояння з К.Т. Маршалом, після того як Маршал, і його союзники Аарон Соло, Нік Коморото, і дебютант Ентоні Огого напали на Роудса після матчу. На Blood and Guts 5 березня, Роудс здолав Маршала, перед тим, як здолати Огого на PPV Double or Nothing пізніше того ж місяця. На Road Rager 7 липня, Роудс здолав Маршала у матчі з ременями South Beach, завершивши протистояння. Після цього, Роудс почав протистояння з дебютантом Малакай Блеком. На Homecoming 4 серпня, Роудс швидко програв Блеку. Після перерви, Роудс повернувся аби зустрітися з Блеком у матчі-реванші на Grand Slam 22 вересня, але знову програв. 23 жовтня на випуску Dynamite, Роудс нарешті здолав Блека. На Full Gear, Роудс змагався у команді з Паком проти Блека і Андраде Ель Ідоло у переможному матчі. 1 грудня на випуску Dynamite, Роудс здолав Андраде у матчі вулична бійка в Атланті.
25 грудня, на спеціальному випуску Rampage Holiday Bash, Роудс переміг Семмі Гевару, вигравши Чемпіонство TNT втретє. На Beach Break 26 січня 2022 року, Роудс програв титул назад Геварі у високо оціненому матчі з драбинами. Це буде останнім матчем Роудса у AEW, так як 15 лютого 2022 року, декілька ресурсів повідомили, що він і його дружина Бренді покинули промоушен так як вони не могли домовитися про умови нового контракту. Він заявляв, що покинув AEW через особисті питання.

### Повернення в WWE (2022-дотепер)

#### Закінчити Історію (2022-2024)

Роудс здійснив своє повернення до WWE на Реслманії 38 2 квітня 2022 року.

18 березня 2022 року, декількома джерелами було повідомлено про те, що Роудс підписав контракт з WWE. Першого вечора Реслманії 38 2 квітня, Роудс виявився таємним противником Сета "Фрікін" Роллінса, здійснивши своє повернення до WWE, здійснивши своє повернення до WWE через 6 років, здолавши Роллінса.
 Наступного випуску Raw, Роудс заявив, що він повернувся до WWE, аби виграти чемпіонство, яке його батько, Дасті Роудс, ніколи не тримав - Чемпіонство WWE. Згодом, Роудс знову здолав Роллінса у матчі-реванші на WrestleMania Backlash. Перед їх матчем Hell in a Cell на однойменному шоу, Роудс, по справжньому, отримав розрив грудного м'яза, який стався під час бійки на попередньому випуску Raw. Травма загострилася, коли м'яз повністю відірвався від кістки, коли Роудс займався з вагою за декілька днів перед подією. Він вийшов у Пекельну клітку з величезним посинінням, але не зважаючи на важку травму, зміг здолати Роллінса втретє у високо схваленому матчі. Дейв Мельтцер оцінив матч на 5 зірок, перший матч WWE в основному ростері з 2011 року. Чотири дні потому, було оголошено, що Роудс переніс успішну операцію по відновленню розірваного правого грудного сухожилля, щл зробило його нездатним змагатися протягом восьми місяців.
16 січня 2023 року на випуску Raw, Роудс анонсував у записаному заздалегідь відео, що він повернеться до виступів у чоловічому матчі Королівської битви на Королівській Битві 28 січня, яку він виграв, останнім викинувши Гюнтера. Наступного випуску Raw, Роудс викликав Романа Рейнса за Беззаперечне Чемпіонство Всесвіту WWE на Реслманії 39. У головній події другого вечора Реслманії, Роудс програв Рейнсу після втручання Соло Сікоа. Таке букінг рішення зустріло суперечливу реакцію від фанатів, журналістів та інших реслерів.
На випуску Raw від 3 квітня, Роудс сперечався, і викликав Рейнса на матч-реванш, але Рейнс відмовив. Тоді Роудс викликав Рейнса і Сікоа на командний матч пізніше того ж вечора, і Рейнс прийняв виклик зі умови, що напарником має бути той, хто змагався на Реслманії 39, а також він не зможе кидати виклик Рейнсу за титул поки той чемпіон. Роудс вибрав Брока Леснара, але матч так і не стався через те, що Леснар його жорстоко побив ще до початку матчу. Роудс переміг Леснара на Backlash. На випуску Raw від 8 травня, Роудс кинув виклик змагався проти Фінна Балора і Міза на турнірі за Чемпіонство Світу у важкій вазі. Він не зміг виграти через втручання Леснара. Роудс отримав травму руки (по сюжету), яка допомогла Леснару перемогти його на Night of Champions. На Money in the Bank, Роудс здолав Домініка Містеріо, не дивлячись на втручання Рії Ріплі. Наступного вечора, на Raw, перед тим як він зміг кинути виклик Чемпіону Світу у важкій вазі Сету Роллінсу, Роудс був атакований Броком Леснаром, який повернувся, що призначило їм матч на SummerSlam, який Роудс виграв, а Леснар привітав його після матчу.
Згодом, Коді з'явився у якості гостя на Grayson Waller Effect на Payback, оголосивши, що колишній учасник ростеру SmackDown Джей Усо, який недавно "залишив" WWE, буде відновлено як учасника ростеру Raw. Однак, такі реслери як Дрю МакІнтайр і Кевін Овенс не довіряли Усо після його участі у Bloodline у їх відповідних сюжетних лініях, не дивлячись на аргументи Коді. Згодом, Коді та Джей протистояли Судному Дню (Фінн Балор, Деміан Пріст, "Брудний" Домінік Містеріо та Рія Ріплі) через їх спроби рекрутувати Джея до їх угрупування. На Fastlane, 7 жовтня, Коді та Джей виграли Беззаперечне Командне Чемпіонство WWE у Балора і Пріста, ставши першим чемпіонством Коді з часу повернення до WWE, і його перше командне чемпіонство з 2014 року. Тримаючи Беззаперечне чемпіонство, це був його четвертий рейн Командного Чемпіонства Raw (відоме як Командне Чемпіонство WWE під час його перших трьох рейнів) і перший рейн Командного Чемпіонства SmackDown. Коді та Джей зберегли титули проти Кевіна Овенса і Семі Зейна наступного випуску Raw, і проти Остіна Тіорі та Грейсона Воллера наступного випуску SmackDown. Однак, він і Джей програли титули назад Балору І Прісту у матчі-реванші на випуску Raw від 16 жовтня, після втручання брата Джея, Джиммі, закінчивши їхній рейн у 9 днів. На випуску Raw від 23 листопада, Роудс і Джей не змогли повернути титули у Балора і Пріста після втручання Дрю МакІнтайра. На Survivor Series: WarGames 25 листопада, Роудс, Сет "Фрікін" Роллінс, Джей Усо, Семі Зейн, і Ренді Ортон, який щойно повернувся, здолали Судний День (Деміан Пріст, Фінн Балор, "Брудний" Домінік Містеріо, і Джей Ді МакДонна) і Дрю МакІнтайра у матчі WarGames.
На випуску Raw від 27 листопада, Роудс анонсував, що він візьме участь у чоловічому матчі Королівської битви на Королівській Битві 27 січня, яку він виграв, останнім викинувши СМ Панка. Це було вперше, коли хтось виграв Королівську битву два роки підряд з часу, коли Стоун Колд Стів Остін виграв у 1997 і 1998. Після перемоги Роудса, він указав на Беззаперечного Чемпіона Всесвіту WWE Романа Рейнса. Під час прес-конференції після події, Роудса спитали, чи він обрав Рейнса на титульний матч на Реслманії. На що Роудс відповів: "Реслманія 39 таки відбулася. Якби ви були мною, ви не змогли би дивитися на це, ві би не змогли втекти від цього. Я хочу повернутися на ринг з Романом Рейнсом і я хочу закінчити історію. [...]. Я тримаю своє слово."

#### Беззаперечне Чемпіонство WWE (2024–2025)
На випуску SmackDown від 2 лютого, Роудс сказав, що не кине виклик Рейнсу на Реслманії XL. Згодом, з'явився Скеля і зіткнувся з Рейнсом, а Роудс потиснув руку Скелі і залишив ринг Скелі та Рейнсу. Такий розвиток подій викликав негативну реакцію від фанатів у соцмережах за переривання довгострокової сюжетної лінії Роудса і Рейнса. Під час медіа події Реслманія XL Kickoff 8 лютого, де Скеля, Рейнс і Сет Роллінс були присутні, аби почути рішення Роудса, Рейнс і Скеля вирішили між собою, що вони будуть у головній події Реслманії XL. Згодом, Роудс з'явився і заявив, що це буде його рішення, так як він переможець Королівської битви, і заявив, що він обирає Рейнса. Після згадування сімей один одного, Скеля заявив, зо у нього і Роудса з'явилися проблеми, давши ляпаса Роудсу, і водночас ставши частиною Bloodline.

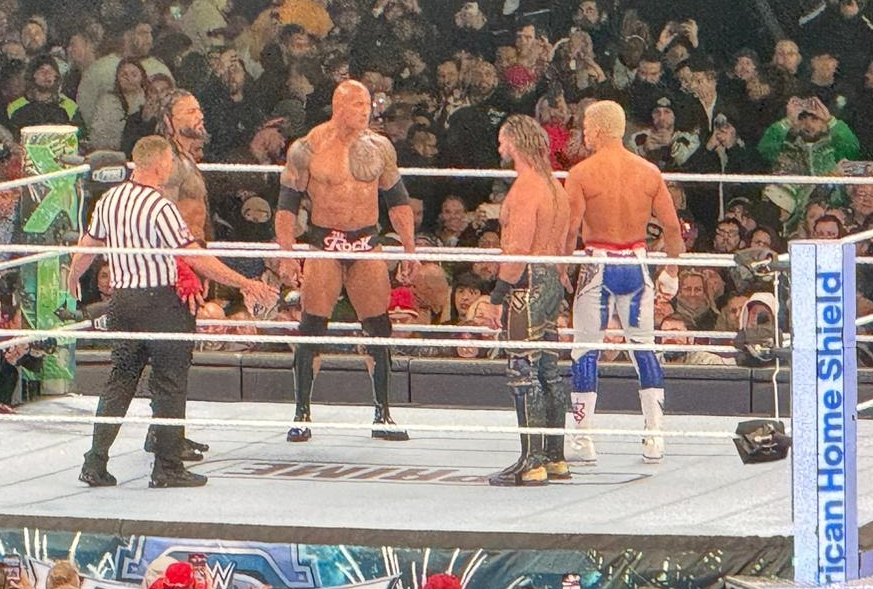
Роудс і Роллінс віч-на-віч зі Скелею і Рейнсом на Реслманії XL Вечір 1.

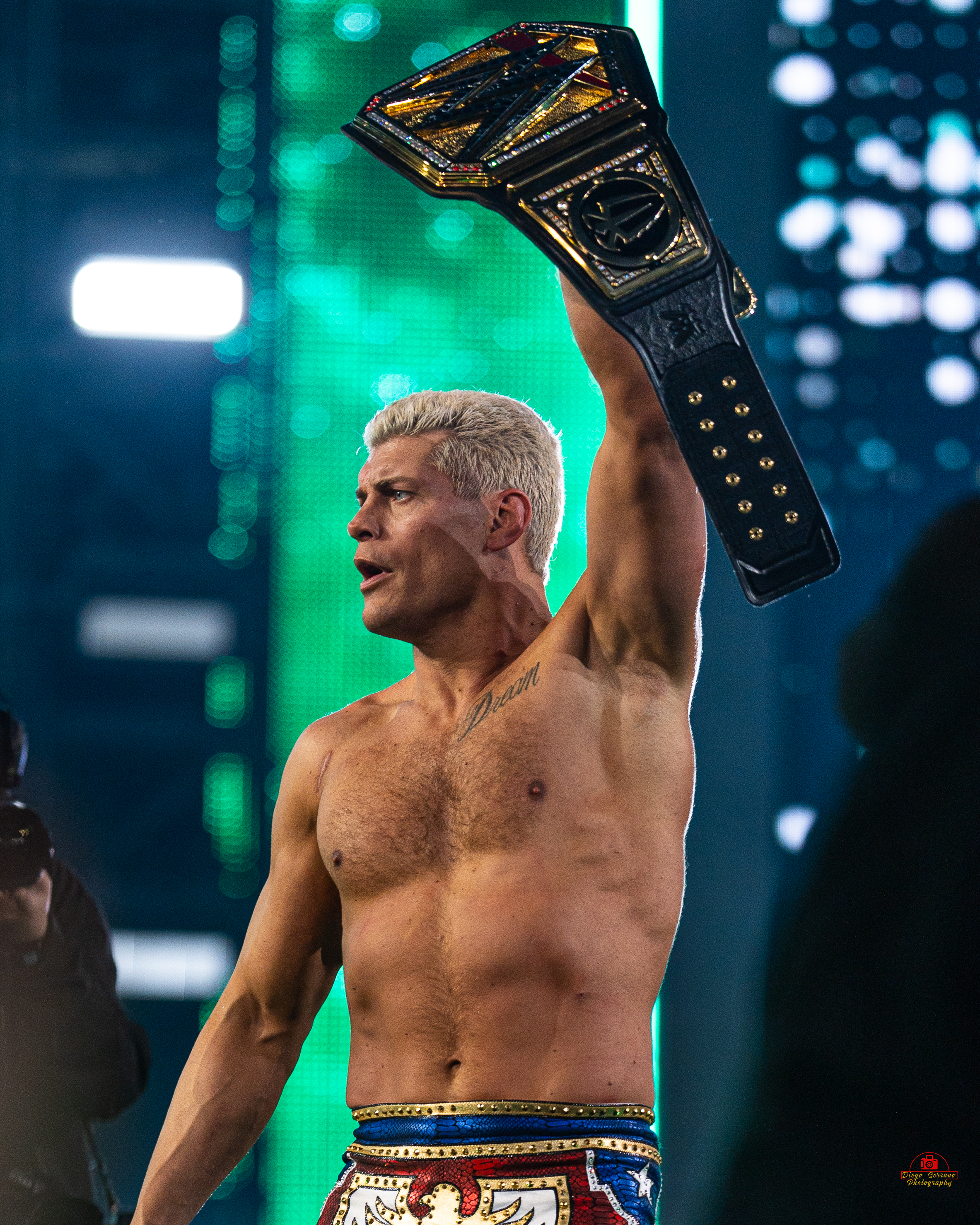
Роудс здолав Романа Рейнса на Реслманії XL вигравши Беззаперечне Чемпіонство WWE.

Під час першого вечора Реслманії XL, Роудс і Роллінс програли Скелі та Рейнсу, що означало, що матч між Роудсом і Рейнсом другого вечора події буде за правилами Bloodline. Другого вечора, Коді страждав від втручання учасників Bloodline Джиммі Усо, Соло Сікоа і Скелі, кожному з яких протистояли союзники Коді Джей Усо, Джон Сіна, Сет Роллінс і Андертейкер. Зрештою, Роудс переміг Рейнса за Беззаперечне Чемпіонство Всесвіту WWE (Чемпіонство WWE), закінчивши свою історію і взявши своє перше чемпіонство світу в WWE. Так як титул був чемпіонством світу від SmackDown, згодом Роудс був відправлений на бренд. На випуску SmackDown від 12 квітня, Роудс анонсував, що захищатиме своє беззаперечне чемпіонство на Backlash France проти переможця турніру на шість чоловік, який виграв Ей Джей Стайлз. На події 4 травня, Роудс здолав Стайлза у його першому захисті титулу. А згодом захистив титул проти Логана Пола на King and Queen of the Ring. На випуску SmackDown від 31 травня, Ей Джей Стайлз дав, як то здавалося, прощальну промову, запросивши Коді на ринг тільки для того, аби атакувати його. На Clash at the Castle, Коді успішно захистив свій титул у матчі за правилами "I Quit". Після матчу, його атакували Bloodline, але Ренді Ортон і Кевін Овенс врятували його. На випуску SmackDown від 21 червня, Коді викликав на матч Соло Сікоа, який закінчився дискваліфікацією через втручання Bloodline. Після того, як Ортон і Овенс знову врятували його, всі троє були побиті дебютантом Джейкобом Фату.

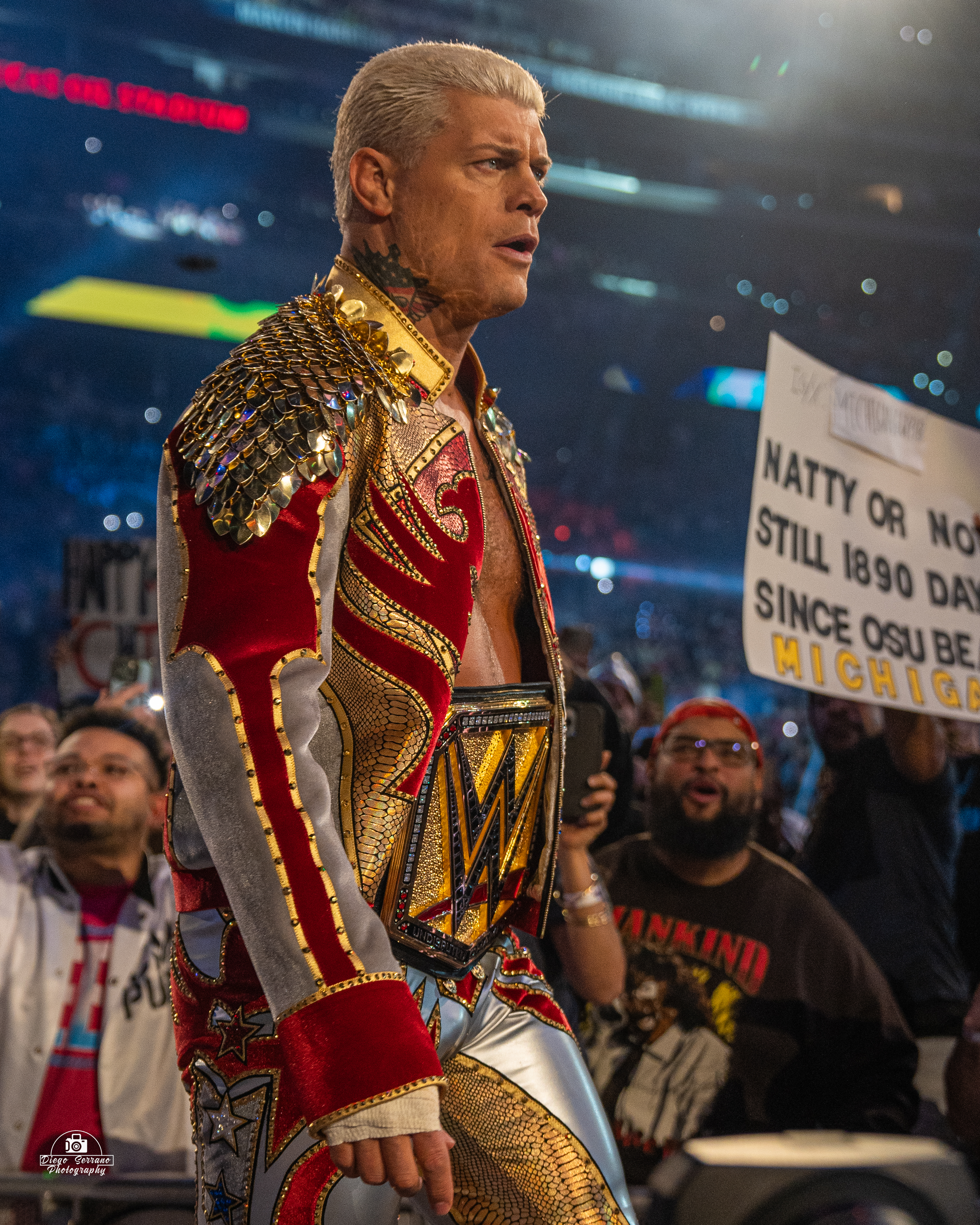
Роудс у лютому 2025 р.

На Money in the Bank, Bloodline (Соло Сікоа, Тама Тонга, Джейкоб Фату) здолали Роудса, Овенса і Ортона у командному матчі 3-на-3, де Роудса утримав Сікоа. На SummerSlam 3 серпня, Роудс зберіг титул проти Сікоа у матчі за правилами Bloodline, після допомоги від Романа Рейнса, який щойно повернувся. Після SummerSlam, Роудс запропонував Овенсу матч за Беззаперечне Чемпіонство WWE як "дякую" за допомогу проти Bloodline, і його було призначено на Bash in Berlin 31 серпня, де Роудс успішно захистив титул проти Овенса. Роудс захистив титул проти Соло Сікоа на SmackDown від 13 вересня у матчі в сталевій клітці. Після матчу, Рейнс прийшов на допомогу Роудсу аби відбитися від Bloodline, після чого обидва погодилися об'єднатися у команду проти Сікоа і Джейкоба Фату на Bad Blood 5 жовтня. На самому шоу, Роудс і Рейнс вийшли переможцями після втручання від Джиммі Усо, який щойно повернувся. Після того, як шоу вийшло з ефіру, Роудс був атакований Кевіном Овенсом на парковці. На Crown Jewel 2 листопада, Роудс здолав Чемпіона світу у важкій вазі Гюнтера, вигравши інавгураційне Чемпіонство WWE Crown Jewel. На Saturday Night's Main Event 14 грудня, Роудс (який вийшов із версією Чемпіонства WWE "Крилатий Орел"), успішно захистив титул проти Овенса. Після того, як шоу вийшло з ефіру, Роудса жорстоко атакував Овенс, провівши йому Package Piledriver, після чого його вивезли з арени на ношах. На випуску SmackDown від 27 грудня, було анонсовано, що Роудс захищатиме титул проти Овенса у матчі з драбинами на Королівській битві, де обидва титули - "Беззаперечний" і "Крилатий орел" будуть стояти на кону. На події 1 лютого, Роудс здолав Овенса, зберігши титул.
На випуску SmackDown від 21 лютого, Роудса покликав Скеля, який запропонував підняти його статус зірки, в обмін на лояльність Руодса, і загадково заявив, що хоче душу Роудса. На Elimination Chamber: Toronto 1 березня, Роудс відхилив пропозицію Скелі, що спонукало Джона Сіну, який тільки но виграв матч Elimination Chamber за претендентство за чемпіонство Роудса на Реслманії 41, напасти на Роудса. Другого вечора Реслманії 41 20 квітня, Роудс прграв титул Сіні через втручання від його союзника, Тревіса Скотта, і удару від Сіни поміж ніг, закінчивши рейн у 378 днів.
Після коротеої відсутності на телебаченні, Роудс повернувся 24 травня на Saturday NIght's Main Event XXXIX, вийшовши допомогти Джею Усо від атаки Джона Сіни і Логана Пола, перед тим, як кинути їм виклик на командний матч на Money in the Bank. На самій події 7 червня, Роудс і Усо здолали Сіну і Пола, після допомоги від Р-Труфа, де Роудс утримав Сіну. Після Money in the Bank, Роудс взяв участь у турнірі Король рингу 2025, який у підсумку виграв, здолавши Ренді Ортона у фіналі на Night of Champions 28 червня, заробивши матч за Беззаперечне Чемпіонство WWE на SummerSlam.

## Інші медіа
У липні 2009 року Коді Роудс, разом з Крісом Джеріко і Джоном Сіною працював одним із учасників компанії «Be a Superstar», яку проводила компанія «Gillette». Тур проходив протягом чотирьох місяців. У серпні того-ж року Роудс, спільно з Тедом Дібіасі, Біг Шоу і Великим Калі був присутній на шоу Конана О'Браєна. 26 травня 2010 було анонсовано, що Коді зіграє невелику роль у серіалі Сховище 13. Роудс знявся у 8 епізоді 2 сезону даного серіалу в ролі Курта Смоллера, однокласника персонажа Мікі.

## Особисте життя
Коді Раннелс є сином Дасті Роудса (Раннелса), а також зведеним братом реслера WWE Дастіна Роудса, відомого на рингу як Голдаст. Також у нього є сестра Крістін Дітто, черлідерша Даллаських Ковбоїв. 31 березня 2007, в день перед РеслМанією 23, на церемонії введення в Зал Слави WWE, Коді і Дастін супроводжували свого батька на даному заході. Серед родичів у Коді є також Джеррі Сегс і Фред Оттман, а також хрещеник Магнум Т. А., який теж є професійним реслером. Коді носить на черевиках символ «Triforce» із серії комп'ютерних ігор «The Legend of Zelda». Також він не раз заявляв, що любить по кілька разів проходити ігри з цієї серії. Роудс з дитинства є великим шанувальником коміксів, а при виборі стилю боротьби спирався на персонаж Архангела з Людей Ікс. 19 листопада 2012 Коді, перебуваючи на лікарняному після травми, зробив пропозицію руки і серця екс-ринг-анонсерші WWE Бренді Рід (а.к.а. Еден Стайлз). У вересні 2013 Коді і Бренді побралися.

## У реслінгу
- Фінішери (Заключні прийоми)
  - Красива Катастрофа (англ. Beautiful Disaster)/Удар Катастрофа (англ. Disaster Kick)[198][199][200]
  - Кросс Роудс (англ. Cross Rhodes)[201][202] — 2009-наші дни
  - The Silver Spoon DDT[203][204] — 2007—2009
- Коронні прийоми
  - Alabama slam[205][206][207] 2010-наш час
  - Bulldog[208][209]
  - Crossbody[208][210]
  - Dropkick[209][211][212]
  - Knee drop[213][214][215]
  - Moonsault[213][215][216]
  - Russian legsweep[215][217]
  - Springboard kick[218]
- Прізвиська

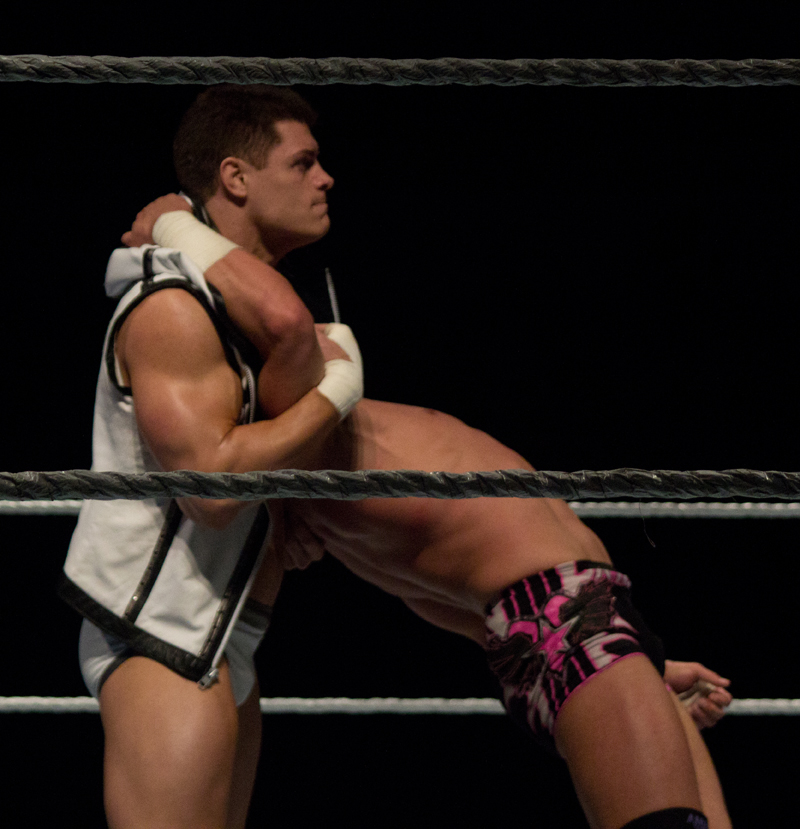
Роудс проводить Cross Rhodes на Тайсоні Кідді.

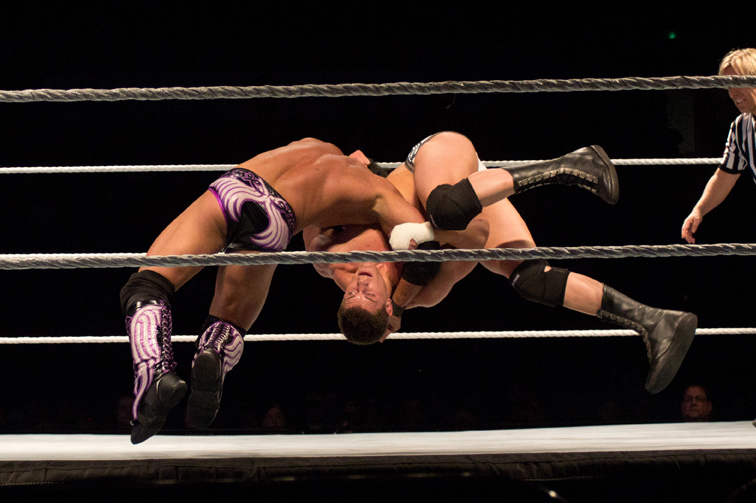
Роудс проводить Cross Rhodes на Джастіні Гебріелі

  - «Dashing» (укр. Екстравагантний, стильний)[219]
- Музикальні теми
  - «Out To Kill» Billy Lincoln (липень 2007 року — червень 2008 року; березень 2010 року — липень 2010 року)[220]
  - «Priceless» Джим Джонстон (червень 2008 року — січень 2009 року)[221]
  - «Priceless (remix)» Jim Johnston (січень 2009 року — травень 2009 року)[222]
  - «It's a New Day» Adelitas Way (червень 2009 року — березень 2010 року)[223][224]
  - «Smoke and Mirrors» Метт Вайт (липень 2010 року — березень 2011 року)[225]
  - «Only One Can Judge» Jim Johnston (березень 2011 року — жовтень 2011 року)
  - «Smoke and Mirrors» Emphatic (жовтень 2011 року — червень 2014)
  - «Written in the Stars» (Червень 2014 — травень 2016)
  - «Kingdom» (Серпень 2016 — наш час)

## Титули і нагороди

### Аматорський реслінг
- Georgia State Tournament
  - Шостий в категорії до 76 кг (2002)[226]
  - Чемпіон в категорії до 86 кг (2003)[226]
  - Чемпіон в категорії до 86 кг (2004)[226]

### Професійний реслінг
- Ohio Valley Wrestling (Підготовча площадка WWE)
  - Чемпіон OVW в важкій вазі (1 раз)[226][227]
  - Південний Чемпіон Командних змагань OVW (2 раза) — с Шоном Спірсом[226][228]
  - Телевізійний Чемпіон OVW (1 раз)[226][229]
- Pro Wrestling Illustrated
  - PWI Найпрогресуючий реслер року (2008)[230]
  - PWI ставить його під № 41 в списку 500 найкращих реслерів 2010 року[231]
  - PWI ставить його під № 35 в списку 500 найкращих реслерів 2011 року[232]
  - PWI ставить його під № 23 в списку 500 найкращих реслерів 2012 року[233]
  - PWI ставить його під № 53 в списку 500 найкращих реслерів 2013 року
- World Wrestling Entertainment
  - Чемпіон WWE (2 рази, чинний)
  - Чемпіон Crown Jewel (1 раз, чинний та інавгураційний)
  - Інтерконтинентальний чемпіон WWE (2 рази)
  - Командний чемпіон WWE/RAW (4 рази) — з Дрю МакІнтайром (1)[234], Голдастом (2) та Джеєм Усо (1)
  - Командний чемпіон SmackDown (1 раз) — з Джеєм Усо
  - Командний чемпіон світу (3 рази) — з Хардкором Холлі (1)[235] і Тедом ДіБіасі (2)[236][237]
  - Переможець Королівської Битви (2023, 2024)
  - 34-ий чемпіон Потрійної Корони